# 영월군의 지질

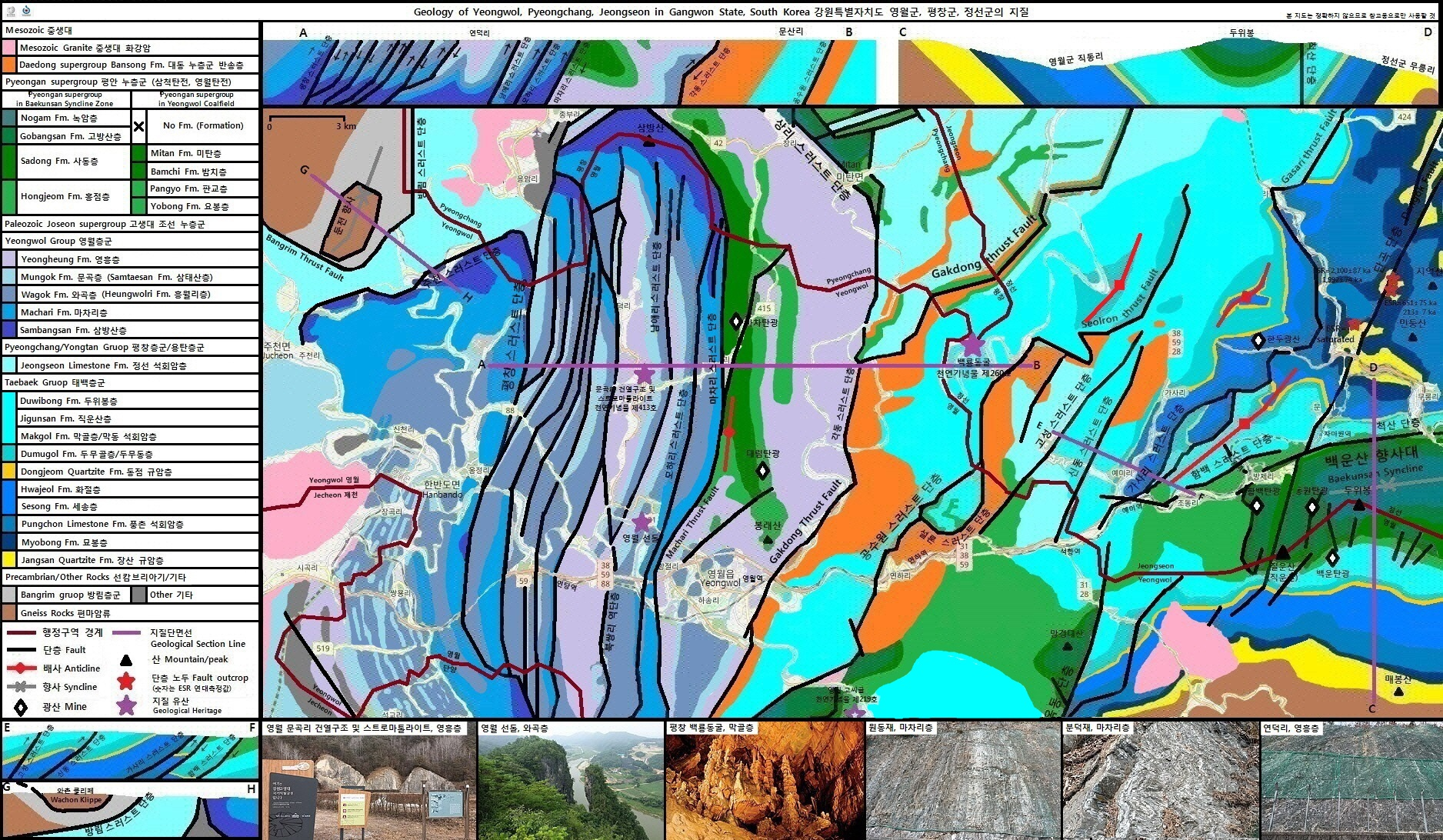
영월군의 지질 분포도와 영월인편상구조대(영월 스러스트 시스템)의 지질 구조

본 문서에서는 강원특별자치도 영월군의 지질 및 영월탄전, 암석과 지층, 습곡과 단층 및 영월군 내 분포하는 강원고생대국가지질공원의 지질유산에 대해 설명한다.

## 개요
강원특별자치도 영월군은 대부분이 옥천 습곡대에 포함되며 영월군 북서부는 경기 지괴/경기 육괴, 영월군 남동부는 영남 지괴/영남 육괴에 포함된다. 선캄브리아기 고원생대의 암석이 일부 분포한다. 고생대의 조선 누층군은 영월군 중,서부지역에 넓게 분포하고, 평안 누층군은 백운산 향사대 및 영월탄전 지역에 소규모 분포하며, 선캄브리아기의 암석은 영월군 북서부 무릉도원면과 남동부 상동읍 지역에 소규모 분포한다.

## 선캄브리아기

### 율리층군고선리층
율리층군(栗里層群, Precambrian Yulli Group) 또는 태백산층군은 영월군, 봉화군, 울진군에 넓게 분포하는 선캄브리아기 변성퇴적암 지층으로, 영월군 내에서는 영월군 상동읍 최동단에만 분포한다. 영월군 상동읍에 분포하는 것은 율리층군 상부 지층인 고선리층(Precambrian Yulli group Goseonri formation, 古善里層)이다. 고선리층은 상동읍 내덕리와 천평리, 덕구리에 분포하며 다양한 변성상을 갖는 니질 및 사질 기원의 퇴적변성암층의 호층(互層)과, 약간의 석회규산염암층으로 구성되어 있다. 백운산 향사대 남측에서 조선 누층군 장산 규암층에 의해 경사 부정합으로 덮인다.
윤현수와 이대성(1986)은 율리층군 고선리층의 흑운모 편암에서 측정한 흑운모 연령을 249±3 Ma (페름기 로핑기아세~트라이아스기 전기) 및 183±3 Ma (쥐라기 전기 플리엔스바치안~토아르시안)으로 보고하였으며 후자는 춘양 화강암의 영향을 받은 것으로 보았다. 스즈키와 아다치(1994)는 율리층군의 편마암에서 1720±50 Ma의 모나자이트 CHIME 연대를 보고하였다. 이용일 외(2011)는 영월군 상동읍 국도 제31호선 절개지(북위 37° 7′ 3.8″ 동경 128° 45′ 36.3″ / 북위 37.117722°  동경 128.760083° )에서 시료를 채취해 저어콘 U-Pb 연대측정을 실시하였다. 연대 범위는 2177±57 Ma~3520±55 Ma (고원생대 라이악스기~시생누대 고시생대)이고 최고 피크는 2491 Ma이며, 기존 연구 결과와 종합하여 율리층군의 퇴적시기를 약 22~20억 년(2180~2010 Ma; 고원생대 라이악스기~오로세이라기)사이로 추정하였다.

### 방림층군
방림층군(芳林層群, Precambrian Bangrim Group)은 원래 평창군 방림면을 중심으로 분포하는 선캄브리아기의 변성퇴적암 지층으로 영월군에는 주천면 판운리 북부 지역에 소규모 분포한다. 이 지층군은 여러 종류의 변성 퇴적암으로 구성되어 있으며 그 주요 암석은 녹리석 흑운모편암이다. 이 밖에 견운모편암, 석영편암, 결정질 석회암이 협재된다. 이들 암석 사이의 경계는 점이적이나 석회암은 비교적 뚜렷한 경계를 보인다. 변성퇴적암 편리의 일반적인 주향은 북동 20°, 경사는 남동 30° 이나 국부적으로 심한 차이를 보이는 곳도 있다. 지층의 동쪽은 방림 스러스트 단층에 의해 고생대 조선 누층군과 접하고 판운리 남부에서 방림 스러스트 단층에 의해 분포가 중단된다.
방림층군과 선캄브리아기 화강편마암의 관계는 화강암질화 작용과 관입, 부정합이 모두 보고되어 있어 방림층군의 연령에 대한 논란의 여지가 있다. 김유홍 외(2010)는 송봉층(방림층군)이 화강편마암 위에 부정합으로 놓이고, 상부로 갈수록 편암층에 협재하는 석회암층이 우세해지는 것을 근거로 방림층군은 조선 누층군 하부 지층에 대비되며 조선 누층군 평창층군과 정합 관계라고 설명하였다. 송용선 외(2011)는 방림층군의 변성도는 화강편마암과는 현저하게 차이가 나기 때문에 이 둘의 관계는 부정합으로 해석되어야 한다고 보고하였다. 이흥기(2016)는 기존에 김유홍 외가 보고했던 판운계곡의 부정합 경계 및 이의 연장으로 생각되는 부정합 경계를 주천 당거리 계곡 임도에서 확인하였지만, 평창 북부지역에서 보고된 관입의 증거는 확보하지 못하였다.
곽무성 외(2017)는 방림층군에서 분리한 쇄설성 저어콘의 SHRIMP U-Pb 연대측정을 실시하였고, 방림층군의 퇴적시기가 450.3±4.2 Ma (오르도비스기 후기 카틴절)보다 이후임이 드러났다. 이는 방림층군이 선캄브리아기 지층이 아니며 연대측정 결과가 유효하려면 방림층군은 캄브리아기에 퇴적된 조선 누층군 묘봉층보다 젊은 층이어야 한다. 방림층군의 퇴적시기가 450 Ma 이후라면 방림층군과 구조적으로 그 위에 놓인 장산 규암층과의 관계는 단층이어야 한다. 따라서 곽무상 외는 조선 누층군 장산 규암층, 묘봉층, 풍촌 석회암층이 방림층군 위로 충상된 것으로 추정하였다.

### 농거리 화강암
농거리 화강암(濃矩里 花崗巖, Nonggeori Granite)은 영월군 상동읍 장산 남부 농거리에 발달하는 선캄브리아기 화강암으로 율리층군 고선리층의 규암, 천매암 및 편암 등을 관입한 5×4 km 규모의 마름모꼴 형태의 암주(巖柱)이다. 농거리 화강암은 중립질(일부 세립질)의 함전기석 중립질 복운모 화강암이며, 분포지 서측 율리층군 고선리층과의 인접부에서 전단대가 발달하여 고선리층이 수직에 가까운 층리를 보인다. 농거리 화강암 내에는 규암으로 추정되는 포획물이 드물게 관찰된다. 농거리 화강암의 백운모에 대한 칼륨-아르곤 연대 측정 결과는 운현수와 이대성(1986)이 1732±16~1802±18 Ma (고원생대 스타테로스기~라이악스기)으로 측정하였고 이후 윤현수(1991)에 의해 1736.3±16.5~1776.7±31 Ma (고원생대 스타테로스기)으로 측정되었다.

### 내덕리 화강암
내덕리 화강암(內德里 花崗巖, Naedeokri Granite)은 영월군 상동읍 내덕리에 발달하는 선캄브리아기 화강암으로 율리층군의 규암, 점판암 및 편암 등을 관입한 2.5×2 km 규모의 원형 암주 형태로 분포다. 주요 구성 광물은 석영, 사장석, 정장석, 미사장석, 퍼사이트(perthite), 백운모, 흑운모이며 전기석, 인회석, 석석(錫石), 자류석, 견운모 등이 수반된다. 내덕리 화강암 내에 발달하는 페그마타이트는 두께 ~20 cm 으로 수 매가 관입한다. 세립-중립질 복운모 화강암으로 농거리 화강암보다 대체로 우백질이고 세립질이며 윤현수와 이대성(1986)은 1642±23~1787±19 Ma (고원생대 스타테로스기)의 백운모 K-Ar 연대를, 윤현수(1991)는 1772.9±17.9~1787±19.1 Ma (고원생대 스타테로스기)의 백운모 K-Ar 연대를, 박계헌 외(1993)는 1825±86 Ma (고원생대 오로세이라기~스타테로스기)의 Pb-Pb 연대를 보고하였다.

### 거정질 화강암
거정질 화강암(巨晶質 花崗巖)은 영월군 상동읍 율리층군 분포지에 발달하며 주로 암맥 형태로 관입하였고 일부 지역에서는 암상(巖床, sheet) 형태를 보인다. 본 암석 내에서는 가끔 흑운모 편암의 포획물이 발견된다. 거정질 화강암의 백운모에 대한 칼륨-아르곤 연대 측정 결과는 1773±18~1805±18 Ma (고원생대 스타테로스기)이다.

### 운학 화강암
운학 화강암(Precambrian Unhak Granite)은 영월군 무릉도원면 운학리를 중심으로 분포하는 암석으로, 운학리 운학교에서 서원리까지 계곡을 따라서 잘 노출되어 있다. 직경 1 cm 미만에서 최대 4 cm 크기의 장석 반정(斑晶)을 포함하는 조립질 반상흑운모화강암이며, 특징적으로 장축 0.3∼3 m 크기의 변성 사질과 이질암의 포획체를 풍부하게 포함하고 있다. 운학 화강암은 호상 열도 지구조환경에서 생성된 것으로 해석되며, SHRIMP 저어콘 U-Pb 연대측정 결과는 약 20억 년 전의 절대연령을 보인다.

## 시대 미상
생성 시기를 정확히 알 수 없은 암석들은 영월군 일부 지역에만 소규모 분포한다.

### 페그마타이트질 미그마타이트
페그마타이트질 미그마타이트(pm)은 조선 누층군 장산 규암층 분포지역 남동쪽인 김삿갓면 남동부 내리 일대에 분포하는 암석으로 험준하고 기복이 복잡한 지형을 이룬다. 미그마타이트는 대체로 우백질 거정질 산성암이며 장석과 석영을 주 구성 광물로 하며 약간의 백운모를 수반한다.

### 고성 셰일층, 고성 석회암층
고성 셰일층과 석회암층은 조선 누층군 막동 석회암층을 덮는 지층으로 분명히 고생대 초기 조선 누층군과 고생대 후기 평안 누층군 사이에 끼어 있으나 그 정확한 시대를 결정할 만한 특성을 발견하지 못하여 1966년 옥동 도폭에서 시대 미상의 암석으로 분류되었다. 김삿갓면 각동리와 진별리, 예밀리 일부 지역과 산솔면 연상리 북동부에 소규모 분포한다. 하부 셰일층과 상부 석회암층으로 구분된다.
- 고성 셰일층(Ogs; goseong shale formation) 또는 직운산 셰일층(jikunsan shale formation)은 김삿갓면 진별리와 예밀리 부근 그리고 산솔면 연상리 북동부에서 볼 수 있는 지층으로 적자색(赤紫色) 및 회색의 셰일로 구성되어 있다. 석회질 암석은 거의 없으며 두께는 20~30 m로 얇다.[18]
- 고성 석회암층(Ogl; goseong limestone formation) 또는 두위봉 석회암층(duwibong limestone formation)은 주로 석회암과 돌로마이트질 석회암과의 호층(互層)으로 구성되었으며 간간히 붉은색 석회암과 충식 석회암이 협재되어 있다. 국부적으로 심한 습곡과 교란구조를 보이고 있다. 본 층은 상위의 평안 누층군 홍점층에 의해 경사 부정합으로 덮이며 고성 셰일층을 덮고 있다. 그 두께는 100 m 내외이다. 그러나 심한 습곡작용에 의해 외관상의 두께는 대단히 두껍다.[18]

## 고생대조선 누층군태백층군과석회암카르스트 지형

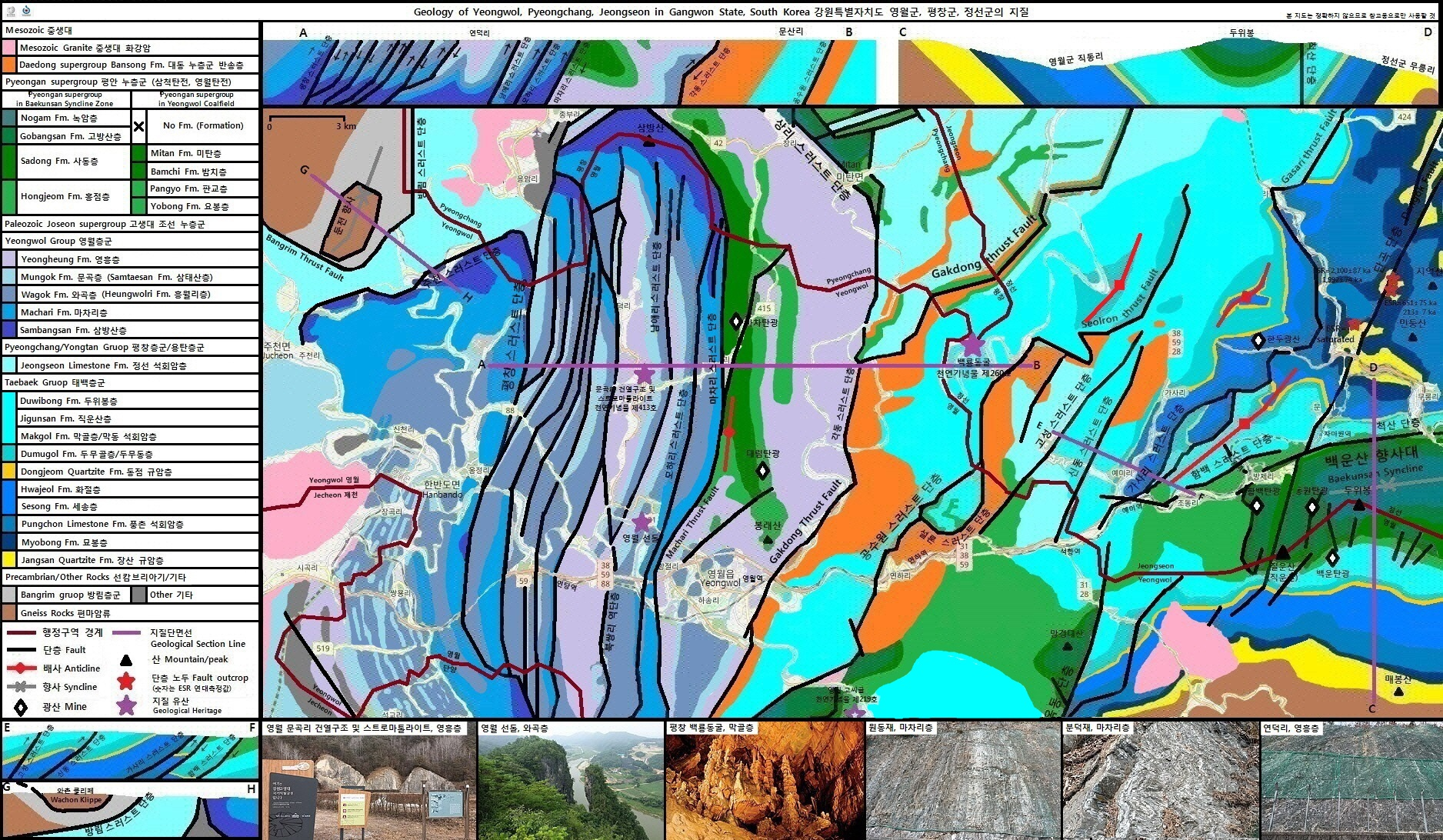
영월군의 조선 누층군과 영월인편상구조대(영월 스러스트 시스템)의 지질 구조. 각동 단층을 기준으로 그 북서부에 영월층군이, 남동부에 태백층군이 분포한다.

조선 누층군은 고생대 초기 캄브리아기에서 오르도비스기에 이르기까지 형성된 퇴적암이다. 영월군에 분포하는 조선 누층군은 각동 단층의 남동부에 해당하는, 영월군 동부 상동읍과 중동면 북부에 분포하는 태백층군과, 각동 단층의 북서부에 해당하는, 영월군 중서부 영월인편상구조대를 중심으로 분포하는 영월층군(또는 영월형 조선누층군)으로 구분된다. 이 지층은 석회암을 다수 포함하고 있어 고씨 동굴과 같은 석회암 카르스트 지형을 다수 발달시킨다. 원래 태백, 삼척 지역에 분포하는 태백층군은 백운산 향사대를 따라 영월군 동부 상동읍과 중동면 북부에 분포하며, 캄브리아기에서 오르도비스기에 퇴적된 장산 규암층, 묘봉층, 대기층(풍촌석회암층), 화절층, 동점층, 두무골(두무동)층, 막골(막동)층으로 이루어져 있다. 영월층군은 하부로부터 삼방산층, 마차리층, 와곡층, 문곡층, 영흥층으로 구성된다.

### 장산 규암층
장산 규암층(CEj; Cambrian Jangsan quartzite formation)은 조선 누층군 최하위의 지층으로, 백운산 향사대를 따라 향사대 남쪽 상동읍 구래리-내덕리 경계 지역에서 중동면 녹전리까지 동남동-서북서 방향, 그리고 중동면 화원리-김삿갓면 외룡리와 주문리 경계 지역에서 김삿갓면 대야리-와석리 경계 지역까지 북동-남서 방향으로 길게 이어져 분포한다. 주로 유백색 내지 담갈색의 조립질 규암으로 구성되어 있으며 사층리가 나타나고 곳에 따라 본 층의 기저 역암으로 보이는 역암층이 2~3 m 두께로 보인다. 상위의 묘봉층에 의해 정합적으로 덮이며 본 층의 두께는 200~300 m이다.

### 묘봉층
묘봉층(CEm; Cambrian myobong slate formation)은 장산 규암층 상위의 지층으로, 암회색과 녹회색의 점판암으로 구성되어 있으며 상부에 약 20 m 두께의 백색 석회암층을 협재한다. 이 석회암은 상위층인 풍촌 석회암층(대기층)과의 경계에서 약 20 m 하위에 있다. 본 층의 두께는 200 m 내외이다. 상동읍 구래리에서 김삿갓면 대야리 동부에 이르기까지, 장산 규암층 분포지역 바로 북쪽에 길게 이어져 분포한다.

### 풍촌 석회암층
풍촌 석회암층(CEp; Cambrian puncheon limestone formation, 또는 대기층)은 묘봉층 상위의 지층으로, 주로 회색의 괴상(塊狀) 석회암으로 구성되어 있다. 상위로 갈수록 백색으로 변하며 상위층인 화절층으로 점이한다. 본 층의 두께는 약 400 m이며, 묘봉층과 마찬가지로 상동읍 구래리에서 김삿갓면 대야리 동부에 이르기까지 장산 규암층과 묘봉층 분포지역 바로 북(서)쪽에 길게 이어져 분포한다.

### 화절층
화절층(CEw; Cambrian hwajeol formation)은 풍촌 석회암층을 정합으로 덮는 지층으로, 석회암과 셰일이 미세하게 호층을 이루고 있다. 암석의 노출이 양호한 곳은 김삿갓면 옥동리의 동부 산지 지역이며 옥동천의 남쪽 절벽에서 더 잘 보인다. 두께는 200 m 내외로 그 아래 지층들과 마찬가지로 상동읍 구래리에서 김삿갓면 대야리 동부에 이르기까지 풍촌층 분포지역 바로 북(서)쪽에 길게 이어져 분포한다.

### 동점 규암층
동점 규암층(Od; Ordovician dongjeom quartzite formation)은 조선 누층군 캄브리아기와 오르도비스기 경계부에 위치하며 이 암석층부터 오르도비스기의 것이다. 주로 담갈색과 흑색의 규암으로 구성되어 있으며 태백과 삼척시에서의 동점 규암층이 그러하듯이 지형에 뚜렷한 돌출부를 나타내고 있다. 흑색 규암은 하부에서 우세하며 담갈색은 상부에서 현저하다. 본 층의 두께는 대략 5~30 m이며 상동읍 구래리에서 김삿갓면 대야리 동부에 이르기까지 화절층 분포지역 바로 북(서)쪽에 매우 좁은 폭으로 길게 이어져 분포한다.

### 두무골층
두무동층(Odu; Ordovician dumudong formation)은 동점 규암층 상위의 지층으로 석회암과 암회색 셰일이 호층(互層)을 이루고 있다. 이곳에서의 두무동층은 삼척시(150 m) 등 다른 지역의 것에 비하여 상당히 두꺼운 편으로서 두께가 큰 것은 백운산 향사대의 등사(等斜) 습곡 구조에 의한 것으로 믿어지며 두께는 약 220 m이다. 상동읍 구래리에서 김삿갓면 대야리 동부에 이르기까지 화절층 분포지역 바로 북(서)쪽에 길게 이어져 분포한다.

### 막골층(막동 석회암층)

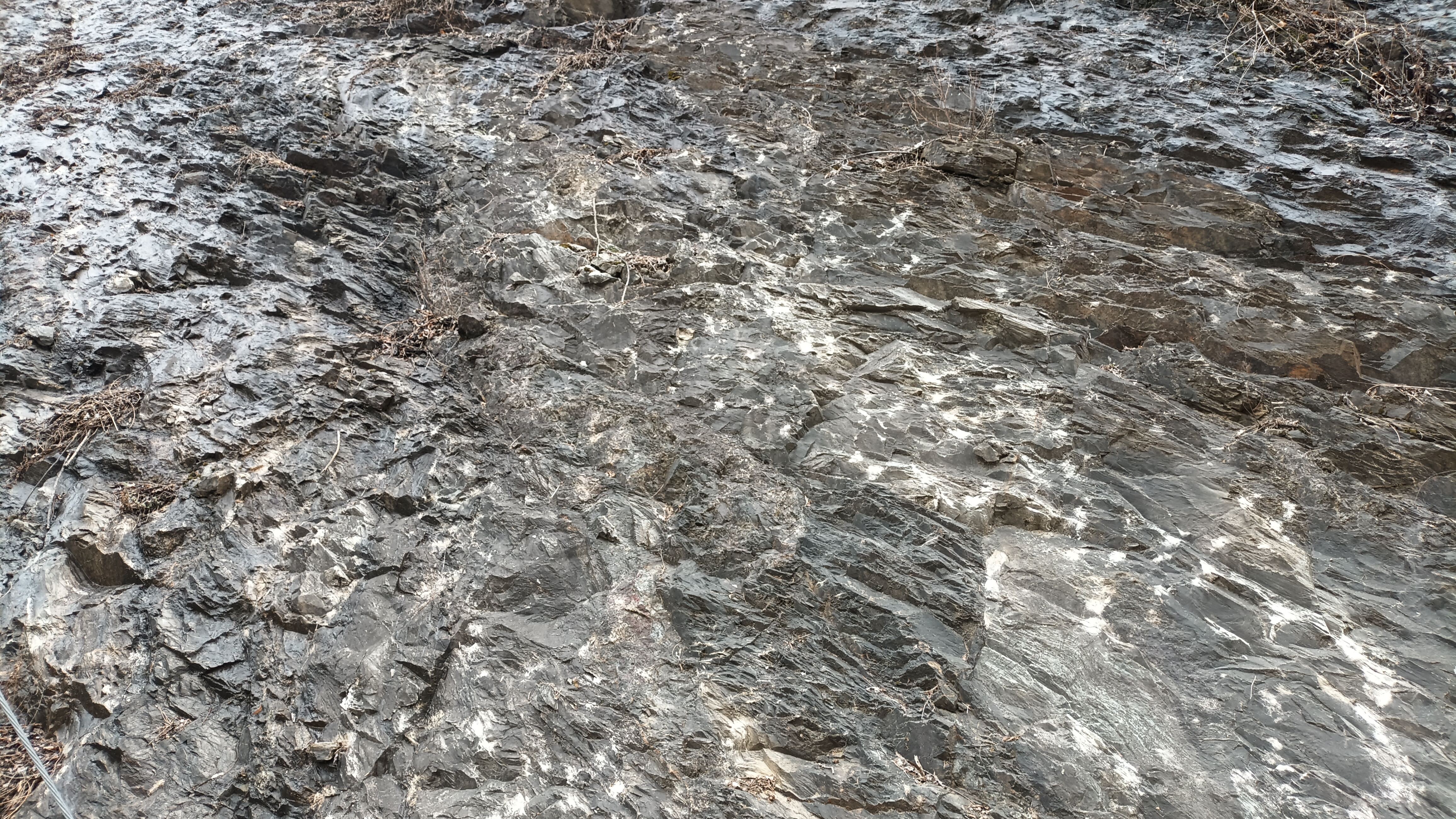
영월군 영월읍 연하리 743-3 영월로 도로변의 막골층 노두

막동 석회암층(Omg; Ordovician makgol limestone formation)은 두무동 셰일층 상위의 지층으로 주로 회색의 미세한 호상 구조를 보이는 석회암으로 구성되며 부분적으로 얇은 돌로마이트와 셰일층이 협재한다. 상동읍-중동면 지역에서 평안 누층군 홍점층에 의해, 김삿갓면 서부 지역에서 상위에 있는 고성 석회암/셰일층에 의해 관계 미상으로 덮인다. 본 층의 두께는 500 m 에 달하며 상동읍 구래리에서 김삿갓면 대야리에 이르기까지 두무동층 분포지역 바로 북(서)쪽에 길게 이어져 분포한다. 또한 영월읍에서 정선군 신동읍에 이르기까지 다소 넓은 분포를 보이는데 이는 각동, 공수원 트러스트 단층에 의해 반복되어 분포하기 때문이다.

### 영월 고씨굴
석회암 동굴인 고씨 동굴을 형성하고 있는 지층은 조선 누층군에 속하는 막동 석회암층으로 약 4~5 억 년 전에 형성된 지층이며 지층이 퇴적된 후 오랜 세월 지하수의 용식 작용으로 막동 석회암층 내에 동굴이 형성되었다.

### 예미각력석회암
예미각력석회암(Oyb; Ordovician Yemi breccia-limestone formation, 禮美角礫石灰巖)은 막골층 중간에 발달하는 각력석회암이다. 이 지층은 태백산지구 지하자원 조사보고서(1962)에서 처음 보고되었으며 그 성인(成因)에 대해 여러 의견이 존재한다. 현재까지도 예미각력암의 성인에 대해 일치된 의견이 없다.
- 태백산지구 지하자원 조사보고서(1962)에 의하면 정선군 신동읍 예미리와 석항리에 발달하며 석회암의 각력으로 되어 있고 각력의 크기는 50 mm~최대 50 cm이다. 각력 중에는 두무골층의 석회암과 유사한 석회암 및 정선 석회암층 기저에서 볼 수 있는 담갈색의 규암과 같은 규암의 각력이 있다. 지층의 두께는 70~160 m이다.
- 김봉균(1969)은 정선군 예미 북부 지역을 조사하고, (1) 정선 석회암층과 예미각력석회암층 사이는 서로 정합적이며 (2) 태백산지구지하자원조사단(1962)이 보고한 예미각력석회암층은 연속성이 불량하며 막골 석회암층 상부에 렌즈상으로 협재되어 있을 뿐이며 (3) 막동 석회암층과 정선 석회암층 사이가 점이적이어서 양자간의 경계선을 설정할 수 없고 정선 석회암층 하부에 발달한다고 하는 백색 규암도 막골 석회암층에 협재된 지층에 불과하다는 이유를 들어 태백산지구지하자원조사단이 설정한 막동 석회암층, 정선 석회암층, 예미각력석회암층을 모두 막동 석회암층으로 통합시켰다. 이 지역에서 막동 석회암층의 하부는 주로 (암)회색의 석회암에 돌로마이트가 협재되며 상부는 간혹 엽리가 발달하는 잡색(황색, 담회색, 자색, 핑크색으로 구성) 석회암 중에 박층의 백색 규암, 잡색 각력질석회암과 암회색 셰일이 협재된다. 지층의 두께는 500 m 이상을 보인다.[21]
- 우경식(1997)은 예미각력암이 막동 석회암층 상부가 퇴적될 당시에 퇴적된 증발암이 용해되면서 생성된 용해(溶解)-붕락(崩落) 각력암으로 해석하였다. 정선군 신동읍 방제리와 조동리의 예미각력암은 막동 석회암층 상부에 협재되는데, 방제리에서는 두께가 다양한 11매의 각력암층이 관찰된다. 용해-붕락 각력암은 퇴적 후 퇴적암이 지표에 노출되면 지표수나 지하수가 퇴적암 내의 증발암을 용해시키면서 상위의 암석이 무너져 생성되는 것이다. 조동리와 방제리의 예미각력암에는 암염과 같이 용해-붕락 각력암임을 지시하는 증거가 여러 가지 발견된다. 그리고 예미각력암은 속성 기원의 암석이고 인접한 지역에서 지층의 대비가 불가능하며 지층의 상한과 하한을 정할 수 없기 때문에 하나의 층(formation)으로 인정될 수 없으며 막동 석회암층의 일부로 간주되어야 하고, 예미각력암 위의 고성 셰일층과 석회암층은 직운산층과 두위봉층으로 개명되어야 한다고 설명했다.[22]
- 류인창 등(2005)은 중기 오르도비스기에 경사진 면을 따라 흘러내린 암설류 퇴적층으로 해석하였다.[23]

## 고생대조선 누층군영월층군
영월층군은 각동 스러스트 단층을 기준으로 그 북서부에 분포하는 탄산염-규산쇄설성 퇴적암 복합체로서, 과거에는 하부로부터 삼방산층, 마차리층, 흥월리층, 삼태산층, 영흥층으로 구분되었으나 현재는 하부로부터 삼방산층, 마차리층, 와곡층, 문곡층, 영흥층으로 구성된다. 하부 3개 층은 캄브리아기에, 상부 2개 층은 오르도비스기에 해당하는 것으로 해석된다. 최하부의 삼방산층만이 쇄설성 퇴적물을 포함하며, 상부 4개 층은 주로 탄산염암으로 이루어져 있다. 평창 스러스트 단층 동편의 영월층군은 동쪽으로 각동 스러스트 단층, 북쪽으로 상리 스러스트 단층에 의해 경계 지어질 것으로 생각되지만, 남서쪽의 경계는 불분명하다. 이 지역은 남북으로 발달해 있는 마차리 스러스트 단층에 의해 다시 동, 서편에 나타나는 암상의 종류가 다른 분포를 보인다. 마차리 스러스트 단층 동쪽 지역에서는 상부 영월층군과 평안 누층군의 암석이 함께 나타나지만, 서편 지역에서는 평안 누층군의 암석이 나타나지 않는다.
남애 단면(Namae section)은 영월층군의 최하부 삼방산층과 마차리층의 경계를 제외한 모든 층간 경계가 한 장소에서 관찰되는 유일한 지질단면으로 마차리층 최상부(14.5 m), 와곡층(171 m), 문곡층(189.5 m), 영흥층 하부(약 38 m)가 북동 주향에 북서 경사로 순차적으로 드러나 있다.

### 삼방산층
삼방산층(Sambangsan formation)은 영월층군의 최하위 지층으로, 실트스톤과 셰일, 사암으로 구성되어 있다. 삼방산층의 하부는 주로 적색, 보라색, 녹색 등 여러 색을 띠는 실트스톤과 셰일로 이루어져 있고, 상부는 황회색 내지 녹회색의 세립 운모질사암과 셰일이 교호한다. 두께는 400 또는 750 m 이상이나 지층의 최하부가 노출되어 있지 않고 지층 내에 수많은 단층과 습곡이 존재해 전체 두께에 대해서는 정확한 추정이 어렵다. 삼엽충 화석을 바탕으로 이 층의 형성 시기는 고생대 캄브리아기 중기로 생각된다.
- 삼방산 지역의 지질을 최초로 조사한 요시무라(1940)는 이 층에서 Ptychoparia sp, Anomocarella spp., Megagraulos spp. 등의 삼엽충 화석을 발견하고 삼방산층을 영월 지역 조선 누층군의 최하부로 생각했다. 고바야시(1961, 1966)는 이 층에서 Anomocarella stenorachis, Metagraulos sampoensis, Megagraulos semicircularis, Solenoparia(?) bisulcata, Ptychoparia sp., Yabeia sp., Haniwoides(?) sp. 등의 화석을 보고했고 삼방산층이 중부 캄브리아기에 해당한다고 선언했다. 그리고 이들 화석을 근거로 삼방산층 내에 2개의 생층서대(Yabeia 및 Metagraulos 대)를 제안하였으며, 이들 삼방산 화석군을 두위봉형 조선 누층군의 중기 캄브리아기의 묘봉층 상부와 대기층(풍촌 석회암층)의 하부에 대비시켰다. 그러나 태백산지구지하자원조사단(1962)은 삼방산층을 영흥층 위에 부정합으로 놓이는 시대 미상의 지층으로 보았고, 이 견해는 손치무 외(1969)에 의하여 지지되었다. 한편, 김옥준 외(1973)는 표식지 삼방산의 삼방산층을 평안 누층군의 홍점층에 대비하였다. 이렇듯 삼방산층의 지질시대와 층서적 위치에 대하여 많은 논란이 있었으나 아래에 서술한 내용과 같이 삼방산 표식지역으로부터 중기 캄브리아기 삼엽충 화석의 산출이 재확인되어 삼방산층의 지질시대와 층서에 관한 문제점이 해결되었다.[26][27]
- 이병수 등(1991)은 영월 지역의 삼방산층 10개 단면에서 석회암 표품을 채취하고 20개의 표품에서 1,789개체 이상의 미화석이 산출되었다. 4속 4종의 코노돈트(Furnishna furnishi, Furnishina sp., Gapparodus bisulcatus, Phakelodus tenuis), 2속 2종의 삼엽충 (Agnostina Gen. et sp. indet. A, B), 6속 6종의 완족류(Amictocracens cf. teres, Anabolotreid sp., Protreta sp., Lingulella sp.), 2속 3종의 해면동물(Hyolithellus tenius, Hyolithes sp.), 소속 불명의 화석 1속 1종 등이다. 이들의 종합적인 층서 범위를 고려할 때 삼방산층의 지질시대는 중부 캄브리아기에 속한다.[28]
- 김인석 등(1985)은 삼방산 일대에 분포하는 삼방산층의 녹회색 사암층에서 다수의 삼엽충 화석을 보고하였다. 삼엽충 화석들은 삼방산 정상부 30 m 동쪽의 능선부에 드러난 녹회색의 괴상(塊狀) 사암으로부터 모였다. 대부분 보존 상태가 불량한 화석들은 Megagraulos semicircularis Kobayashi와 Solenoparia(?) bisulcata Kobayashi 등 2속 2종으로 분류되었다. 이들 화석은 생층서적으로 중부 캄브리아기의 좋은 표준 화석으로 삼방산층의 지질 시대가 중부 캄브리아기라는 것을 지시한다.[26]
- 최석영과 최덕근(1997)은 어둔골, 명전리, 방살미 3개 층서 단면 그리고 표식지 삼방산의 삼방산층에서 840개의 중기 캄브리아기 삼엽충 화석을 산출하여 그간 논란의 대상이었던 삼방산층의 지질시대를 명확히 규명하였다. 삼엽충 화석은 황갈색, 녹색, 회색의 세립질사암에서 산출되었고 Megagraulos (?) semicircularis, Megagraulos (?) sp., Metagraulos sampoensis 2속 3종으로 분류되었다. 삼엽충 화석 산출에 근거하여 삼방산층에서 하부의 Metagraulos sampoensis와 삼방산층 상부의 Megagraulos (?) semicircularis Zone 2개의 생층서대를 설정하였다. 이는 태백층군의 대기층과 묘봉층의 Megagraulos 생층서대와 대비될 수 있다.[29]
- 최덕근(1999)은 삼방산층의 상부에서 산출된 삼엽충 화석을 근거로 삼방산층 하부의 Metagraulos sampoensis와 삼방산층 상부의 Megagraulos semicircularis Zone 2개의 생층서대를 설정하였으며, 이를 바탕으로 삼방산층의 지질시대를 중기 캄브리아기에 대비하였다. 삼엽충은 오둔골과 삼방산 주변에 드러난 삼방산층 상부에서 얻어졌다. 삼방산 정상에서 남동쪽으로 2 km 지점에 있는 오둔골 단면은 130 m 두께에 녹~갈색의 운모질 사암과 녹회색 셰일로 구성된다. 이 단면에서의 삼방산층은 스러스트 단층에 의해 마차리층과 상, 하부에서 접한다. 약 650 표본의 삼엽충 화석이 영월군 삼방산층의 사암층에서 산출되었다. Metagraulos sampoensis은 오둔골 단면에서 하부 100 m 녹/갈색의 세립사암으로 구성된 구간을 점하고 있으며 상부 20 m에는 보라색/녹색 셰일이 나타난다. 삼엽충 화석은 삼방산층 기저에서 상위 11~15 m 및 51~56 m 부분에서 산출된다. 이 생층서대는 중기 캄브리아기에 대비된다. Megagraulos semicircularis Zone은 삼방산층 기저에서 상위 100~102 m, 112~118 m, 128~129 m 범위의 세립~중립질 녹/갈색 사암에서 나타난다. 이 생층서대는 태백층군 풍촌 석회암층의 Megagraulos Zone에 대비된다.[30]
- 손장원 등(2001)은 충청북도 단양군 어상천면의 삼태산 일대에 분포하는 삼방산층을 조사하고 평창 스러스트 단층 서편의 명전리에서 중기 캄브리아기를 지시하는 삼엽충 화석 Megagraulos semicircularis을 발견하여 이 지역의 삼방산층이 영월 지역의 삼방산층과 시기적으로 동일하다고 했다.[31]
- 홍발 등(2014)은 삼방산층 사암의 쇄설성 저어콘 알갱이의 연령을 분석하였다. 시료는 녹회색-담갈색의 세립질 사암으로 마차리층으로부터 18 m 와 4 m 하부에 놓인 두 개의 층준에서 채집하였다. 고분해능 이차이온 질량분석기(SHRIMP)를 이용하여 측정한 삼방산층 쇄설성 저어콘의 주된 U-Pb 연령은 중원생대와 신원생대에 걸친 넓은 범위(약 1.6-0.6 Ga)를 지니며, 가장 젊은 입자들의 206Pb/238U 연령은 각각 512±5 Ma 와 509±7 Ma이다. 이들 두 연대는 마차리층의 화석군으로부터 얻은 퇴적시기(509-497 Ma)와 조화적이며, 삼방산층의 퇴적시기가 캄브리아기 제2세 제4절(514-509 Ma)임을 시사한다. 삼방산층의 쇄설성 저어콘 연령분포는 최근 발표된 중국 시안과 부탄 히말라야산맥의 캄브리아기 사암 시료에서 얻은 결과와 거의 비슷한 양상을 보여준다. 이처럼 세 지역의 쇄설성 저어콘 연령분포가 비슷한 것은 캄브리아기에 퇴적물을 공급했던 근원지가 같았기 때문이라고 생각하며, 따라서 세 지역은 고지리적으로 가까워야 한다. 삼방산층은 북중국 강괴와 오스트레일리아 대륙 사이에 위치했던 내륙해에서 쌓인 것으로 보고되었는데 이 내륙해에 많은 양의 퇴적물을 공급했던 근원지는 곤드와나 대륙 중앙에 자리했던 곤드와나 횡단 대산맥이었을 것으로 판단하였다.[32]

### 마차리층
마차리층(Om; machari formation)은 삼방산층 위에 정합적으로 놓여 있고, 주로 셰일, 각력석회암(limestone breccia), 점토질 내지 돌로마이트질 석회암(argillaceous to dolomitic limestone) 및 석회암역암(limestone pebble conglomerate)으로 구성되어 있다. 북면 마차리에서 그 이름이 유래되었고 마차리 트러스트 단층 서쪽에서 마차리를 중심으로 남-북으로 길게 분포하며, 남면 연당리를 지나는 남-북 주향 트러스트 단층에 의하여 연당역 서쪽에서 다시 노출된다. 본 층의 일반적인 주향은 남-북 내지 북동 20°이며 서쪽으로 55~75° 경사져 있다. 두께는 약 400 m로 알려져 있으나 200 m 이하라는 의견도 있다. 마차리층에서는 삼엽충과 완족동물 등 무척추 동물 화석 이외에도 코노돈트 화석이 산출되며, 이를 근거로 마차리층의 지질시대가 중기에서 후기 캄브리아기에 해당하는 것으로 해석된다.
- 이하영(1975)은 영월군 북면 마차리 부근의 마차리층에서 Furnishina asymmetrica Müller, Furnishina sp. cf. F. furnishi Müller, Hertzina? bisulcata Müller, Proconodontus tricarinatus (Nogami), Proconodontus rotundatus, Proconodontus tenius 4속 6종의 코노돈트가 산출되었고 이들은 대체로 상부 캄브리아기의 화석군에 해당한다.[34]
- 이수병, 최덕근, 이하영(1991)은 마차리층을 암회색-흑색 셰일이 우세하고 곳에 따라 암회색 사암과 석회암이 협재되는 두께 100 m의 하부층원과 회색-암회색 호상(互狀) 석회암으로 구성된 두께 320 m의 상부층원으로 나누고, 마차리층의 코노돈트 화석군을 하부의 Gapparodus bisulcatus-Westergaardodina matsushitai-Westergaardodina moessebergensis 군집과 상부의 Proconodontus muelleri-Cambrooistodus cambricus 군집으로 나누었다. 하부화석군집은 백운산 향사대의 화절층 하부층원(세송층원)에, 상부화석군집은 화절층의 최하위 생층서대 Proconodontus 대에 대비된다. 이 연구에서 Coelocerodontus kosangloensis n. sp.와 Hertzina ? n. sp.가 새로운 종으로 기재되었다.[35]
- 이정구와 최덕근(1994)은 마차리층에서 발견된 후기 캄브리아기 초기의 표준 화석 Glyptagnostus 그리고 함께 산출된 삼엽충 화석 총 7종을 기재하였다. 이중 3종(Glyptagnostus reticulatus, Olenus asiaticus 및 Peratagnostus)은 이전의 연구에서 마차리층으로부터 보고되었으며, 3종(Glyptagnostus stolidotus, Aspidagnostus stictus 및 Innitagnostus innitens)은 한국에서 처음으로 기재되는 종류이고, Pseudagnostus leei를 신종으로 보고하였다. 이들의 산출에 의하여 마차리층의 Glyptagnostus 산출 구간에서 하부의 Glyptagnostus stolidotus 대와 상부의 Glyptagnostus reticulatus 2개 생층서대를 설정하였다. Glyptagnostus 화석은 어둔골, 마차리, 덕우, 분덕치 4개 단면으로부터 산출되었다.[36]
  - 어둔골 단면은 삼방산 정상 남동쪽 1.5 km 지점의 임도에 드러나 있으며 이곳에는 마차리층 최하부가 잘 드러나 있다. 마차리층 기저부에는 Olenoides, Tonkinella와 같은 중기 캄브리아기의 삼엽충 화석들이 산출된다. 불량하게 보존된 Glyptagnostus reticulatus 의 표본은 삼방산층과 마차리층 경계부에서 94 m 상위에 있는 암회색 셰일층으로부터 모였다.[36]
  - 마차리 단면은 마차리 마을 동쪽 1 km 하천변에 드러나 있으며 마차리 스러스트 단층에 의한 평안 누층군과의 경계에서 44 m 상위의 흑색 셰일층에서 Glyptagnostus reticulatus, Aspidagnostus stictus, Innitagnostus innitens 그리고 Olenus asiaticus가 산출되었다.[36]
  - 덕우 단면은 마차리 마을 남쪽 2 km 에 위치하며 마차리층 160 m가 드러나 있다. 마차리 스러스트 단층에 의한 마차리층과 평안 누층군과의 경계에서 53~61 m 상위의 흑색 셰일층에서 Glyptagnostus의 표본이 산출되었다. 상위 53 m 부분에는 Glyptagnostus stolidotus, Pseudagnostus leei n.sp. 가 발견되었고, 상위 58~61 m 부분에는 Glyptagnostus reticulatus, Olenus asiaticus, Aspidagnostus stictus, Innitagnostus innitens 그리고 Peratagnostus obsoletus 가 산출된다.[36]
  - 분덕치 단면은 덕우 단면 남쪽 1 km에 위치하며 63 m 두께로 드러나 있다. 화석은 주로 기저부에서 2~5 m 및 55.5~56 m 부분에서 얻어졌다. 하부 층준에서는 Glyptagnostus reticulatus, Olenus asiaticus, Aspidagnostus stictus, Innitagnostus innitens 그리고 Peratagnostus obsoletus이 산출되며, 상부 층준에서는 Proceratopyge rotundum, Irvingella sp., Eugonocare Iongifrons, Erixanium sp., Peratagnostus sp. 그리고 Pseudagnostus sp. 가 산출되었다.[36]
- 이정구와 최덕근(1995)은 영월군 마차리 지역에 분포하는 마차리층의 중부에서 산출된 후기 캄브리아기 삼엽충을 분류, 기재하였다. 3개의 단면으로부터 Innitagnostus inexpectans, Innitagnostus sp., Pseudagnostus idalis, Phalagnostus minor, Peratagnostus obsoletus, Kormagnostella sp., Proceratopyge tenue, Proceratopyge elongata n.sp., Eugonocare langifrons, Erixanium similis 및 Erixanium sp. 11속 15종의 삼엽충을 동정하였고, 이 중 3종을 신종으로 보고하였다. 이들 화석의 산출을 근거로 하부에서부터 Proceratopyge tenue, Hancrania breviliumbata 그리고 Eugonocare langifrons 3개의 생층서대를 설정하였으며 이들은 호주의 Idamean, 북아메리카의 Dresbachian에 대비된다. 이들 화석은 마차리 스러스트 단층 바로 서편의 마차리, 덕우, 분덕치 단면에 드러난 마차리층의 암회색/흑색 셰일과 암회색의 돌로마이트질 석회이암(dolomitic lime mudstone)으로부터 산출되었다.[37]
  - 마차리 단면은 마차리 마을 동쪽 1 km 하천변에 드러나 있으며 엽리상 흑색 셰일과 석회암(shale-parted limestone)이 나타난다. 지표에 드러난 부분은 마차리 스러스트 단층에 의한 평안 누층군 미탄층과의 경계(이하 지층 경계)에서 40 m 상위 부분부터로 그 아래는 지표 밑에 덮여 있다. 잘 보존된 Glyptagnostus 종과 기타 삼엽충(Olenus asiaticus, Aspidagnostus stictus, Innitagnostus innitens)들은 지층 경계에서 상위 44~46 m 구간에서 얻어졌다.[37]
  - 덕우 단면은 마차리 단면 남쪽 2 km 지점에 위치하며 마차리층 160 m가 드러나 있지만 화석은 지층 경계에서 상위 53~149 m 구간에서 산출된다. 이 단면에서의 마차리층은 엽리상 흑색 셰일(laminated black shale)과 석회암(shale-parted limestone), 얇은 암회색 석회암 등으로 구성된다.[37]
  - 분덕치 단면은 덕우 단면 남쪽 약 1 km 지점에 위치하며 분덕치-A, 분덕치-B 2개의 부단면(副斷面, subsection)으로 구성된다. 분덕치-A 단면에서의 마차리층은 75 m가 드러나 있으며 주로 암회색~흑색 셰일(laminated dark gray to black shale)과 석회암(shale-parted limestone)으로 구성된다. 삼엽충은 하부에서 2~5 m, 13~13.5 m, 38.5~40 m, 55.5~56 m 구간에서 산출된다. 이곳에서 북서쪽으로 250 m 지점의 분덕치-B 단면에는 암회색~흑색의 석회암(shale-parted limestone)으로 구성된 마차리층 10 m가 드러나 있다. 삼엽충은 기저에서 2.5~8 m 부분에서 산출된다.[37]
- 이정구와 최덕근(1996)은 영월군 북면 가매실 지역에 분포하는 마차리층 최상부 Pseudoyuepingia asaphoides 생층서대에서 보존 상태가 좋은 후기 캄브리아기 삼엽충의 화석 6속 6종을 발견하였다. 이 화석군은 3종의 아그노스티드 삼엽충(Trilobagnostus sp. cf. T. hisakoshii, Pseudagnostus sp. 및 Agnostid gen. et sp. indet.)과 3종의 폴리메리드 삼엽충(Proceratopyge gamaesilensis, Pseudoyuepingia asaphoides 및 Parabolinites sp.)으로 구성되며, 이 중 Proceratopyge gamaesilensis을 신종으로 보고하였다. 이 화석군은 후기 캄브리아기 중기를 지시한다. 삼엽충 화석이 산출된 곳은 가매실 마을 부근의 가매실 단면(북위 37°18'24", 동경 128°26'01")이며 이곳에는 주로 셰일 협재 석회암(shale-parted limestone)과 엽리상 흑색 셰일(laminated black shale)로 구성된 마차리층 상부 28 m가 드러나 있다. 단면의 하부 12.5 m 구간은 주로 석회암(shale-parted limestone)으로 구성되고, 나머지 15.5 m 구간은 셰일과 석회암이 교호한다. 화석은 단면 기저부에서 10.5~12 m 상위에 위치한 2개 층준의 흑색 셰일 내지 석회암에서 산출된다.[38]
- 이정구와 최덕근(1997)은 영월군 지역 마차리층의 Glyptagnostus reticulatus 생층서대에서 후기 캄브리아기 삼엽충 Proceratopyge sp. cf. Proceratopyge tenue (Kobayashi, 1962)의 산출을 보고하였다. 이 연구에서 논의된 표본은 마차리 부근의 덕우 단면에 분포하는 마차리층의 석회암에서 산출되었다. 이들은 현재까지 한국에서 산출된 Proceratopyge속 중 가장 오래된 것이다.[39]
- 손장원, 김동희, 최덕근(2001)은 단양군 어상천면의 삼태산에 분포하는 지층이 기존에 알려진 삼태산층이 아니라 마차리층이라는 사실을 알아냈다. 삼태산 지역의 마차리층은 얇은 층리의 석회암이 우세하고 셰일이 적게 나타나고 가끔 돌로마이트가 협재된다. 와곡층과의 경계에서는 생물교란 흔적이 두껍게 나타난다. 삼태산 서편의 산간도로에서 마차리층의 최상부로 추정되는 층준의 셰일에서 삼엽충 화석 Micragnostus sp., Pseudorhaptagnostus (Machairagnostus) kentauensis, Oncagnostus sp., Fatocephalus hunjiangensis, Koldinioidia sp., Hysterolenus sp., Amzasskiella sp., agnostid gen. & sp. indet이 발견되었으며 이는 한국에서 처음으로 보고되는 캄브리아기 최후기의 화석군이다.[31]
- 홍발, 이정구, 최덕근(2003)은 어둔골 단면(N 37°19'34", E 128°26'43", 삼방산 정상 남동쪽 1.5 km 지점)의 마차리층 하부에서 Lejopyge armata (Linnarsson, 1869), Lisogoragnostus coreanicus n. sp., agnostid, Cyclolorenzella sp., and Eoshengia? sp. 등의 삼엽충 화석을 발견하고 중부 캄브리아기 상부에 해당하는 Lejopyge armata 생층서대를 설정하였다. 어둔골 단면은 삼방산층과 마차리층이 접하는 단면이다.[40]
- 홍발, 이정구, 최덕근(2003)은 마차리층 하부에서 삼엽충 화석 Lejopyge armata (Linnarsson, 1869), Lisogoragnostus coreanicus n. sp., Cyclolorenzella sp., Eoshengia? sp., agnostid 속, ammagnostid 속, clavagnostid 속 등을 산출하고 Lejopyge armata 생층서대를 설정했다. 이로서 기존의 Tonkinella 생층서대와 Glyptagnostus stolidotus 생층서대 사이의 간극이 메워졌다. 화석은 삼방산 정상 남동쪽 1.5 km 지점의 삼방산층과 마차리층이 맞닿은 오둔골 단면(N 37°19'34", E 128°26'43")에 있는 마차리층 하부의 석회이암 층준으로부터 얻어졌다. 다른 지역의 삼엽충 화석과 대비를 통해 이 생층서대는 중기 캄브리아기(upper Middle Cambrian)에 대비된다.[41]
- 최덕근과 조성권(2005)은 마차리층에서 나온 여러 삼엽충 화석을 바탕으로, 마차리층에서는 밑에서부터 Tonkinella, Lejopyge armata, Glyptagnostus stolidotus, Glyptagnostus reticulatus, Proceratopyge tenuis, Hancrania brevilimbata. Eugonocare longifrons, Eochuangia hana, Agnostotes orientalis, Pseudoyuepingia asaphoides 10개 생층서대로 재정립하였다.[42]
- 정직한과 최덕근(2007)은 영월군 북면 시루산 북동쪽 사면의 갈골 지역(N 37°14'27", E 128°27'12")에 드러난 상부 마차리층에서 보존 상태가 좋은 삼엽충의 미성숙 개체 및 성체 화석이 발견하여 삼엽충의 성장에 따른 형태적 변화를 연구하였다. 이 지역의 마차리층은 담회색의 돌로마이트화된 석회암과 니질석회암이 교호한다. 이 연구에서 Innitagnostus innitens (Öpik, 1967), Pseudagnostus josepha (Hall, 1863), Lisogoragnostus minor (Kobayashi, 1962), Peratagnostus orientalis (Lazarenko, 1966), Eugonocare longifrons (Kobayashi, 1935), Pseudeugonocare bispinata (Kobayashi, 1962), Pseudeugooncare sp., Metachangshania sp., Proceratopyge rectispinata (Troedsson, 1937), Euloma cantori (Jago, 1987), Prochuangia sp., Plicatolina sp. 11속 12종의 삼엽충 화석이 발견되었다. 이들 화석들은 마차리층 최상부 Pseudoyuepingia asaphoides 생층서대에 해당할 것으로 보이지만 기존에 알려진 화석군과 약간 다르다.[43]
- 홍발(2014)은 덕상 단면(N 37°16'50", E 128°22'40") 마차리층 기저부에서 캄브리아기 제3통에 해당하는 삼엽충 화석을 발견하였다. 덕상 단면에는 마차리층 최하부 10 m가 잘 드러나 있고 이는 Tonkinella 생층서대의 삼엽충 화석이 산출되는 괴상입자암(massive bioclastic grainstone)으로 구성된 하부 6 m와 그 위에 놓이는 암회색 와케스톤-팩스톤 및 셰일의 교호층으로 구성된다. 이 단면에서 Ptychagnostus sinicus는 기저 직상 6, 6.8, 6.9 m 3개 층준에서, 캄브리아기 제3세 드러미언조(Drumian)을 지시하는 아그노스토이드 삼엽충 화석 Ptychagnostus atavus는 기저 직상부 7.0 m 층준에서 산출된다. 마차리층 14개 층준에서 나온 화석은 총 13종으로 Peronopsis taitzhuhoensis, Ptychagnostus sinicus, Ptychagnostus atavus, Yakutiana ovale, Hypagnostus parvifrons, Diplagnostus planicauda, Tomagnostella exsculpta, Lejopyge armata, Kormagnostus minutus, Nahannagnostus nganasanicus, Pseudagnostus idalis, Glyptagnostus stolidotus, Glyptagnostus reticulatus가 산출되었다.[44]
- 남애 단면에 드러난 마차리층 상부는 돌로마이트질 석회암과 약간의 이화암으로 구성된다.[24]

| 생층서대 이름              | 산출 화석 | 설정자 (연도)               |
| -------------------------- | --- | --------------------------- |
| Pseudoyuepingia asaphoides | Peratagnostus orientalis, Lisogoragnostus minor, Pseudorhaptagnostus urceus, Pseudagnostus josepha, P. sp., Micragnostus hisakoshii, M. aff. intermedius, Acmarhachis typicalis Agnostoid : Trilobagnostus sp. cf. T. hisakoshii, Pseudagnostus sp. Polymeroid : Proceratopyge gamaesilensis, Pseudoyuepingia asaphoides, Parabolinites sp.                                                                    |                             |
| Agnostotes orientalis      | Kormagnostus inventus, Micragnostus aff. intermedius, Pseudagnostus josepha, Ivshinagnostus quadratus, Pseudorhaptagnostus tumidus, Nahannagnostus pratti, Agnostotes orientalis, Yongwolagnostus dubius, Yongwolagnostus stenorhachis, Pseudagnostus medius, Pseudagnostus? dividuus, Ammagnostus serus |                             |
| Eochuangia hana            | Agnostoid : Homagnostus obesus, Homagnostus? sulcatus, Micragnostus elongatus, Micragnostus aff. intermedius, Kormagnostus inventus, Pseudagnostus josepha, Pseudagnostus securiger, Ivshinagnostus hunanensis, Ivshinagnostus alatus, Ivshinagnostus quadratus, Pseudorhaptagnostus tumidus, Nahannagnostus pratti Polymeroid : Irvingella megalops, Irvingella convexa, Eochuangia hana, Changshania equalis |                             |
| Eugonocare longifrons      | Innitagnostus sp., Peratagnostus obsoletus, Lisogoragnostus minor, Pseudagnostus josepha, Kormagnostus sp., Erixanium similis, Eugonocare longifrons, Proceratopyge praelonga, Irvingella typa | 이정구, 최덕근 (1995)       |
| Hancrania brevilimbata     | Innitagnostus inexpectans, Peratagnostus obsoletus, Lisogoragnostus minor, Pseudagnostus josepha, Hancrania brevilimbata, Proceratopyge elongata, Stigmatoa coreanica | 이정구, 최덕근 (1995)       |
| Proceratopyge tenuis       | Peratoagnostus obsoletus, Pseudagnostus josepha, Proceratopyge tenuis, Erixanium sp. | 이정구, 최덕근 (1995)       |
| Glyptagnostus reticulatus  | Glyptagnostus reticulatus, Aspidagnotus stictus, Innitagnostus innitens, Peratagnostus obsoletus, Olenus asiaticus, Proceratopyge sp. cf. P. tenuis | 이정구, 최덕근 (1994)       |
| Glyptagnostus stolidotus   | Glyptagnostus stolidotus (Öpik, 1961), Pseudagnostus josepha (Hall, 1863) | 이정구, 최덕근 (1994)       |
| Lejopyge armata            | Lejopyge armata, Lisogoragnostus coreanicus, agnostid genus and species indeterminate, ammagnostid genus and species indeterminate, clavagnostid genus and species indeterminate, Cyclolorenzella sp., Eoshengia? sp. | 홍발, 이정구, 최덕근 (2003) |
| Tonkinella                 | Tonkinella, Olenoides, Kootenia, Peronopsis | 고바야시 (1962)             |

#### 원동재 마차리층 노두
영월군 북면 연덕리의 원동재로 도로변에는 아래 사진과 같이 마차리층의 노두가 대규모로 드러나 있으며 이곳의 마차리층은 거의 수직으로 기울어 있다.
영월군 북면 연덕리 원동재로 도로변의 마차리층 노두

#### 분덕재 마차리층 노두와 동굴
분덕재는 영월군 북면 마차리와 영월읍 영흥리의 경계에 위치한 고개로 마차리 스러스트 단층이 지나가며 이 고개의 도로를 따라 조선 누층군 마차리층의 노두가 관찰된다.
분덕재의 마차리층 노두
- 분덕재 표지
- 지층 내 습곡 구조
- 지층 내 습곡 구조 북위 37° 13′ 40.5″ 동경 128° 27′ 51.3″ / 북위 37.227917°  동경 128.464250°

분덕재 석회암 동굴은 총연장 약 1,810 m의 석회암 동굴로, 2020년 영월읍과 북면 사이의 분덕재 터널 공사 도중 발견되었다. 동굴의 보존상태가 매우 좋고 다양한 동굴 생성물이 발견되어 학술적, 경관적 가치가 높은 것으로 평가된다. 동굴 벽면의 마차리층은 석회암과 흑색 이암이 교호하며 생긴 침식과 용해 작용으로 요철이 심하다.

### 와곡층

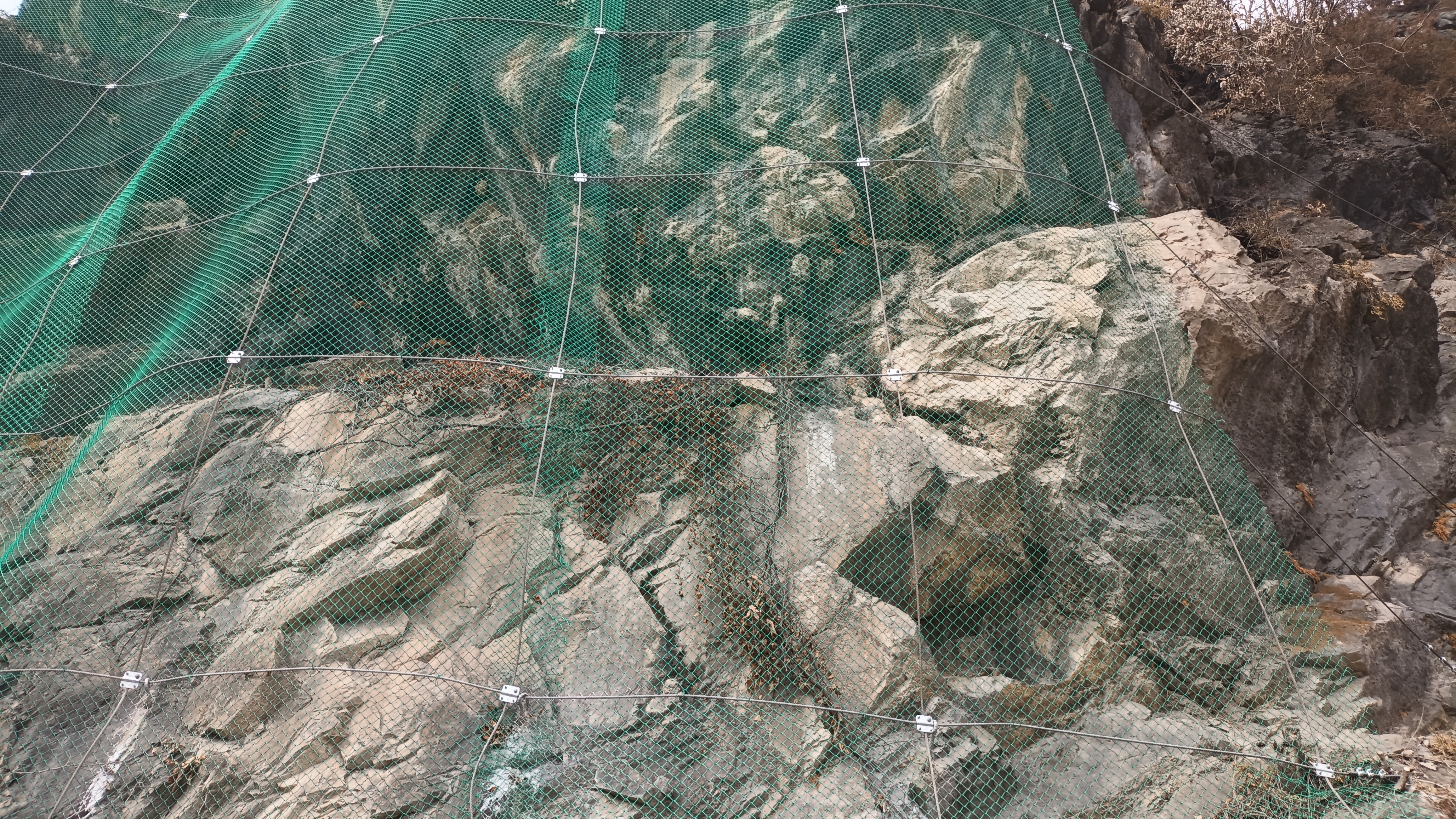
영월군 북면 마차리 지방도 제415호선 도로변 와곡층(흥월리층)의 노두

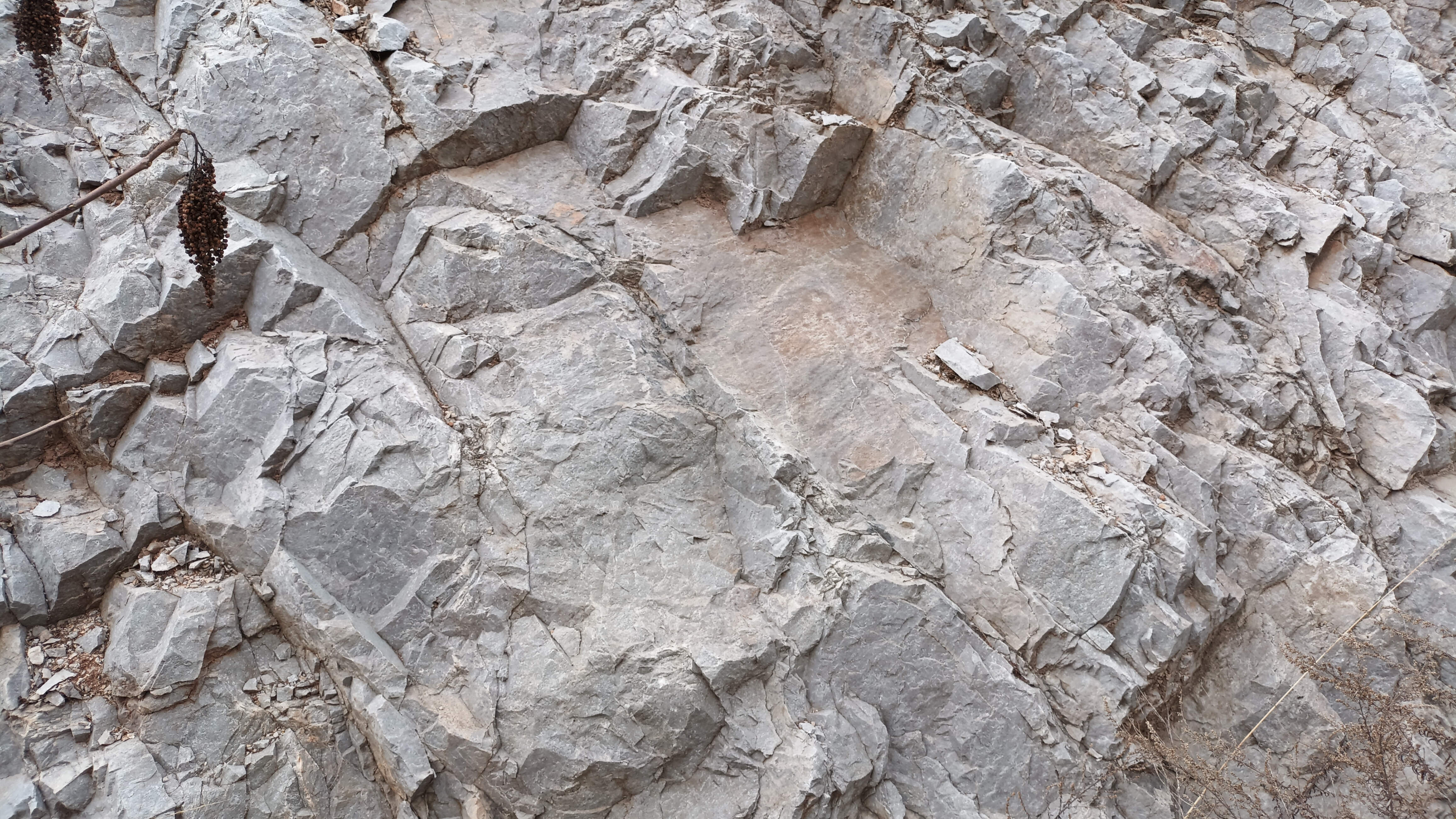
영월군 북면 마차리 지방도 제415호선 도로변 와곡층(흥월리층)의 노두

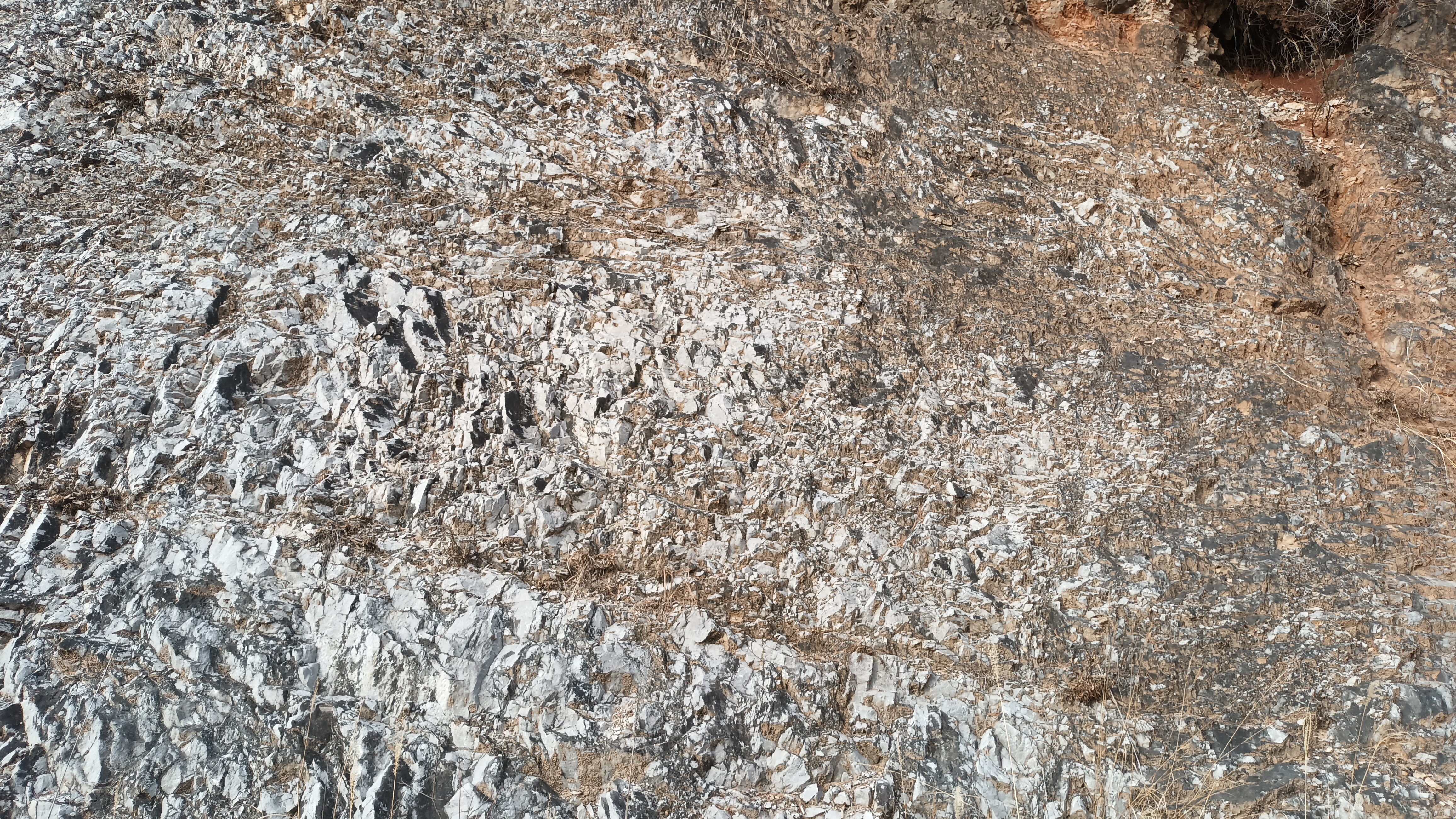
영월군 북면 연덕리 원동재 정상 부근, 원동재교차로 북동쪽의 노두

와곡층(Wagok formation), 과거의 흥월리층(Heungweolri formation)은 마차리 스러스트 단층의 서편에 주로 노출되며, 마차리층 위에 정합적으로 놓인다. 주로 괴상의 담회색 내지 회색 돌로스톤으로 구성되어 있다. 고바야시(1961, 1966)는 와곡층에서 산출된 보존이 불량한 완족동물 및 삼엽충 화석을 근거로 와곡층의 지질시대를 최후기 캄브리아기로 제시하였으나, 태백산지구지하자원조사단(1962)은 이를 흥월리층으로 명명하고 이 층의 시대를 전기 오르도비스기로 보았다. 와곡층의 두께는 약 500 m로 알려져 있었으나, 와곡층의 두께가 250 m를 넘지 않을 것이라는 의견도 존재한다. 남애 단면에 드러난 와곡층은 층상 및 괴상의 조립질 돌로마이트와 부분적으로 협재하는 세립질 돌로마이트로 구성된다. 대체로 하부는 밝고 상부는 어둡다.

### 문곡층
문곡층(Mungok formation), 과거의 삼태산층(Samtaesan (Mt) formation)은 와곡층 위에 정합적으로 놓이며, 회색 석회암, 석회질 돌로마이트, 돌로마이트, 소량의 셰일과 함께 이회암, 석회암역암(limestone conglomerate) 및 박층의 석회암-셰일 교대상으로 이루어진다. 이 지층의 석회암은 해백합, 삼엽충, 완족류 등의 파편으로 구성되며, 이 지층에서 산출된 코노돈트 화석에 근거하여 지질시대는 전기 오르도비스기의 트레마독(Tremadoc) 시기임이 밝혀졌다.
- 원문주와 이하영(1977)은 영월군 북면 마차리에 발달된 문곡층에서 산출되는 코노돈트 화석을 연구하고, 문곡층의 코노돈트 화석군은 상부 트레마도시안(Tremadocian)에 속하며 화절층 상부(?)의 화석군과 대비된다는 사실을 알아냈다. 연구에서 코노돈트 화석은 모두 232개체가 산출되었고 식별이 가능한 화석은 190개체이다. 코노돈트 화석은 대체로 상부보다는 하부에서 많이 산출되었으며 최상부에는 매우 적다. 화석들은 11속 34종으로 분류되었으며 문곡층 전반에 걸쳐 고른 분포를 보여 화석대를 형성하지 못한다. 화석군에는 Drepanodus, Oneotodus, Scolopodus 등이 우세한 것으로 보아 하부 오르도비스기의 화석군임을 나타낸다. 화석군 중 Acontiodus staufferi, Acontiodus iowaensis, Scolopodus quadraplicatus, Scolopodus triplicatus, Scolopodus gracilis등은 모두 상부 트레마도시안(Tremadocian)에서 하부 아레니시안(Arenigian)의 층서 범위에서 산출되어 비교적 한정된 범위를 지시한다. 그밖에 하부 Arenigian 지층에서 보고된 바 없는 Oneotodus nakamurai, Oistodus minutus, Oneotodus cf. rotundatus, Paltodus utahensis, Acontiodus nogami in, gen. et. sp. A(?) (Acontiodus cf. propincus by Müller) 등은 트레마도시안(Tremadocian)까지만 산출되는 것들이다. 또한 하부 Arenigian을 지시하는 표준 화석이 없어 본 화석군은 트레마도시안(Tremadocian)에 한정된 화석군임을 알 수 있다. 예외적인 것은 Oneotodus nakamurai으로, 이것은 세계 여러 지역에서의 보고에 따르면 대체로 상부 캄브리아기부터 하부 트레마도시안(Tremadocian)까지 산출되며 호주 지역에서 중부 트레마도시안까지 보고되어 있다. 그러나 문곡층 하부로부터 상부 트레마도시안에 해당하는 화석이 산출되었기 때문에 Oneotodus nakamurai 한 종에 의하여 본 층의 지질시대를 하부 트레마도시안으로 정할 수는 없다. 본 층에서 Oneotodus nakamurai가 산출된 것은 문곡층의 층서 범위가 상부 트레마도시안까지 연장된 것으로 보아야 한다.[47]
- 박기현, 최덕근, 김정환(1994)은 문곡층에서 리본암(ribbon rock), 입자암~팩스톤(grainstone to packstone), 평력석회암(flat-pebble conglomerate) 및 이회암-셰일(marlstone to shale)의 4개의 암상(巖相)을 인지하고, 이 암상의 층서적 산출에 근거하여 문곡층을 (비공식적으로) 하부로부터 기저층원(basal member), 하부층원(lower member), 중부층원(middle member) 및 상부층원(upper member)의 4개 층원으로 구분하였다.
  - 두께 45 m의 기저층원은 주로 리본암과 입자암으로 구성되며 부수적으로 얇은 각력석회암층이 협재한다.
  - 두께 30 m 이상의 하부층원은 두꺼운 괴상(塊狀)의 암회색 돌로스톤으로 구성된다.
  - 두께 35~60 m의 중부층원은 리본암과 평력석회암이 교호(交互)한다.
  - 두께 50~60 m의 상부층원은 리본암, 입자암, 평력석회암, 이회암, 셰일의 암상이 관찰되며 이회암과 셰일이 빈번하게 출현한다.
  - 화석의 산출은 기저층원의 최하부와 상부층원의 하부에 국한되며 논문에서는 이들을 각각 화석군 A와 B로 명명하였다. 문곡층 기저층원의 화석군(화석군 A)에서 산출되는 삼엽충 Yosimuraspis, Jujuyaspis, Pseudokainella 등은 전기 트레마도시안(Tremadocian)의 시기를 지시하며, 문곡층 상부층원의 화석군(화석군 B)는 대부분 후기 트레마도시안 시기에 전 세계적으로 넓게 서식하였던 삼엽충들로 구성된다. 이 연구의 부수적인 성과로 마차리 스러스트 단층 서부 지역의 기와골과 두목 지역에서 화석군 A를 산출하는 문곡층의 기저층원을 확인함으로서 기존에 알려졌던 모하리 스러스트 단층을 인정하는 한편 새로운 단층으로 두목 스러스트 단층을 설정하였다.[48]
- 이용일과 백인성(1997)은 영월군 북면 연덕리의 가람 단면과 영월군 남면 북쌍리의 남애리 단면(N 37°12'28.70", E 128°25'7.04")의 문곡층에서 해록석(Glaucony)의 산출을 보고하였다. 해록석이 산출된 층준은 문곡층 기저부에서 5~10 m 상위에 있으며 백인성 외(1991)가 보고한 문곡층의 퇴적암상 중 석영질 팩스톤(quartzose packstone facies)에 해당하는 엽리상 펠로이달 입자들로 구성된 입자암 내지 팩스톤(peloidal grainstone to packstone)으로 구성된다.[49][50]
- 김동희와 최덕근(1999)은 영월군 북면 성황동 부근에 분포하는 문곡층 중부에서 전기 오르도비스기 삼엽충 Leiostegium을 발견 보고하였다. 화석 산지는 북위 37°16'58", 동경 128°26'09"에 위치하며 이 단면에는 문곡층 하부, 중부, 상부층원이 136 m 두께로 드러나 있다. 삼엽충 화석은 중부층원 최하부의 암회색 리본암으로부터 얻어졌다. 이 화석 산지에서는 Leiostegium과 함께 Kainells가 산출되는데 이로서 문곡층 중부 화석군의 지질시대가 중부 트레마도시안이라는 결론이 확고해졌다.[51]
- 이병수와 이종덕(1999)은 영월군의 골마차, 성황촌, 모하리 3개 단면에서 코노돈트 생층서를 연구하고 문곡층의 4개 층원 가운데 두번째 층원을 제외한 나머지 층서 구간에 대하여 잠정적인 4개 코노돈트 군집대를 설정하였다. 영월 지역의 캄브리아기-오르도비스기 경계는 첫째 군집대 바로 아래 문곡층 기저 가까운 층준에 놓일 가능성이 있다.[52]
- 김동희와 최덕근(2000, 2002)은 문곡층을 암상에 따라 밑에서부터 가람층원, 배일재층원, 점말층원, 두목층원 4개 층원으로 구분하였다. 두께 29~55 m의 기저부 가람층원은 주로 리본암과 입자암~팩스톤으로 구성되고 석회암역암 그리고 전 영월층군과 문곡층을 통틀어 유일한 처트층이 협재된다. 두께 28.6~35 m의 배일재층원은 (담)회색의 괴상 돌로마이트 단일 암상으로 구성된다. 두께 30~51 m의 점말층원은 리본암과 석회암역암이 교호하고 때때로 상부에 입자암~팩스톤이 협재된다. 두께 41.2~77 m의 두목층원은 리본암, 입자암~팩스톤, 석회암역암, 이회암과 셰일로 구성된다. 삼엽충 화석의 산출로 가람층원 최하부에서 Yosimuraspis, 점말층원 기저부에서 Kainella, 두목층원에서 Shumardia 생층서대가 인지된다. Trilobagnostus coreanicus, Asaphellus, Shumardia pellizzarii, Hystricurus, Apatokephalus hyotan, Dikelokephalina asiatica과 같은 삼엽충 화석이 산출되는 Shumardia 생층서대는 태백층군의 두무골층 및 후기 트레마독(Tremacdoc) 시기와 대비된다.[53][54]
- 손장원, 김동희, 최덕근(2001)은 삼태산 일대의 지질을 조사하고 이 지역의 문곡층이 영월 지역 문곡층 상부의 화석과 일치한다고 하였다. 영월 지역에서 설정된 층원을 적용하면 단양군 삼태산 부근에는 문곡층 점말층원과 두목층원이 분포한다. 점말층원 최하부에서는 중기 트레마독절(Tremadoc)을 지시하는 삼엽충 화석 Asaphellus sp. 한 종이 발견되었고, 어상천면 석교리의 두목층원에서는 완족동물과 Shumardia 생층서대에 속하는 삼엽충 Micragnostus coreanicus, Shumardia pellizzari, Koraipsis spinus, Apatokephalus hyotan, Asaphellus sp., Hystricurus megalops, Dikelokephalina asiatica 화석들이 발견되었다.[31]
- 남애 단면에서 문곡층은 이회암/셰일과 석회암-이회암/셰일 교호, 석회역암, 돌로마이트질 석회이암, 입자암, 탄산염암 등으로 구성된다.[24]
  - 두께 52 m의 가람층원은 돌로마이트질 석회암 및 이암과 처트로 구성된 18 m의 하부와 돌로마이트질 석회이암, 괴상 돌로마이트으로 구성된 34 m의 상부 탄산염암 구간으로 구성되고 그 경계에 소규모 충상단층이 있다.
  - 두께 17 m의 배일재층원은 (암)회색의 두꺼운 돌로마이트로 구성된다.
  - 두께 12 m의 점말층원은 석회암-이회암/셰일 교호상, 돌로마이트질 석회이암, 탄산염암과 사이에 협재된 석회역암으로 구성된다.
  - 두께 67 m의 두목층원은 이회암, 석회암-이회암/셰일 교호상, 돌로마이트질 석회이암, 탄산염암이 미터 규모의 윤회퇴적층을 구성하며, 석회역암 등이 협재된다.

영월군 남면 북쌍리 남애 단면의 문곡층
- 북위 37° 12′ 32.0″ 동경 128° 24′ 59.6″ / 북위 37.208889°  동경 128.416556°
- 북위 37° 12′ 31.8″ 동경 128° 24′ 59.6″ / 북위 37.208833°  동경 128.416556°
- 북위 37° 12′ 31.3″ 동경 128° 24′ 59.8″ / 북위 37.208694°  동경 128.416611°
- 북위 37° 12′ 30.4″ 동경 128° 25′ 00.1″ / 북위 37.208444°  동경 128.416694°
- 북위 37° 12′ 27.0″ 동경 128° 25′ 05.6″ / 북위 37.207500°  동경 128.418222°
- 지층에 "MUN04"라고 적혀 있다.
북위 37° 12′ 27.0″ 동경 128° 25′ 05.8″ / 북위 37.207500°  동경 128.418278°
- 지층에 "MUN04"라고 적혀 있다.
북위 37° 12′ 27.0″ 동경 128° 25′ 05.7″ / 북위 37.207500°  동경 128.418250°
- 북위 37° 12′ 26.9″ 동경 128° 25′ 06.3″ / 북위 37.207472°  동경 128.418417°

### 영흥층

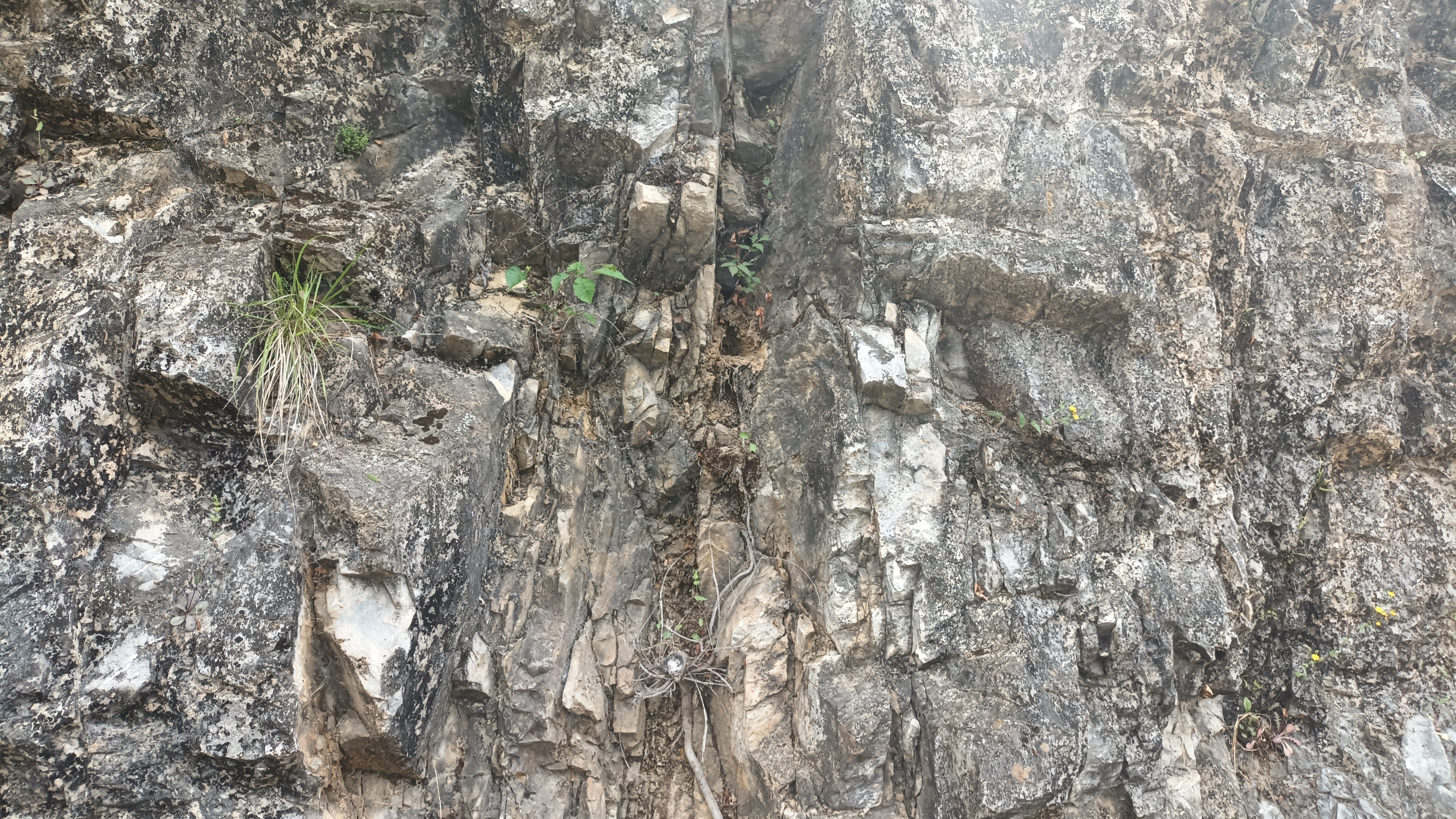
영월군 남면 북쌍리 남애 단면의 영흥층

영흥층(Oy; yeongheung Formation)은 영월층군의 최상부 지층이며 문곡층 위에 정합으로 놓이고 석탄기-트라이아스기의 평안 누층군에 의해 부정합으로 덮힌다. 주요 구성 암석은 회색, 암회색의 세립 돌로마이트, 돌로마이트질 석회암 및 석회암이며 일반적으로 하부는 담회색 내지 암회색의 괴상의 돌로마이트가 두껍게 나타난다. 영흥층 내에 협재된 회색 석회암은 그 품위가 높아 석회석 자원으로서의 가치가 높으나 그 매장량은 많지 않다. 영흥층의 두께는 약 400 m 또는 750 m 로 추정되어 왔다. 주로 영월읍 영흥리와 삼옥리에 넓게 분포하며 그 서쪽의 지역에서 스러스트 단층들에 의해 다시 출현한다. 영월읍 물암골 지역의 구채석장에서는 영흥층의 최상부 돌로마이트가 스러스트 단층에 의해 요봉층 위로 올라와 있다. 영월읍 삼옥리 일대에 분포하는 영흥층에서 중기와 후기 오르도비스기를 지시하는 코노돈트 화석이 산출됨이 보고된 바 있다.
- 영흥층은 일반적으로 화석의 산출이 많지 않은 것으로 알려져 있지만, 고바야시(1966)가 삼엽충, 완족류 및 두족류 화석을 보고하였고, 이들 화석에 근거하여 영흥층의 지질시대를 중기 오르도비스기로 제시하였다.
- 이하영(1979)은 영월군 내 4개 지역의 영흥층에서 200여 개의 코노돈트 화석을 채취하였다. 산출된 코노돈트는 17속 29종의 단일종과 1종의 복합종(Multi-element species)으로 분류되었고 이들을 북미와 국내의 오르도비스기 화석군에 대비한 결과 영흥층의 지질시대는 북미 중부 오르도비스기의 Porterfieldian 하부와 Llandeilo 상부 내지 카라도시안(Caradocian) 하부에 해당할 것으로 보인다. 연구에 사용된 삼엽충 화석 표본들이 산출된 곳은 다음과 같다: 암회색 돌로마이트질 석회암으로 구성된 마차리 북동방 2.2 km의 마차리-밤치 단면, 암회색 돌로마이트질 괴상 석회암으로 구성된 마차리 서방 1.2 km의 마차리-오만동 단면, 명둔재 서방 2.8 km의 평창-미탄 간 단면, 암회색 돌로마이트질 석회암으로 구성된 남면 연당초등학교 남부 및 서부지역의 단면.[55]
- 이성주(1990)는 영흥층에서 3개의 코노돈트 화석군을 인지하고 그 지질시대를 오르도비스기인 중기 아레니그(Arenig) 내지 초기 카라독(Caradocian)으로 제시하였다.
- 최덕근과 정경완(1990)은 영월군의 삼거리(현재의 북면 문곡리)의 국도 제31호선 부근에 드러난 영흥층 하부에서 아레니그 시기의 코뉴라리드(conularid) 화석을 보고하였다.[56]
- 최덕근과 정경완(1993)은 현재의 영월군 북면 문곡리 남부에 해당하는 지역에 드러난 영흥층 하부에서 총 16속 25종의 생흔 화석을 발견하고 생흔화석군과 퇴적학적인 증거들을 통해 영흥층 하부가 퇴적될 당시의 환경은 얕은 대륙붕 혹은 석호(潟湖)였던 것으로 추정하였다.[57]
- 이동진과 유찬민(1993)은 영흥층의 중부 층준으로부터 오르도비스기의 스트로마토포로이드(stromatoporoid) 화석을 보고하였다. 연구의 대상이 된 화석들은 영월군 북면 문곡리, 천연기념물 제413호 영월 문곡리 건열구조 및 스트로마톨라이트가 위치한 곳 서쪽인 국도 제31호선 도로변과 인접 하상에 노출된 영흥층의 중부 층준(이하 남교 단면)에서 채집되었다. 측정 두께 약 100 m의 남교 단면에서는 트인 천해 환경(shallow ramp facies)에서 조간대 환경)(peritidal facies)으로 변해가는 상향 천해화 퇴적상이 수 차례 반복된다. 스트로마토포로이드 화석을 함유하는 세 낱층(beds)은 상대적으로 수심이 깊었던 간기(interval) 중에 퇴적된 것으로 흔히 해백합(crinoid ossiscles)과 두족류의 파편이 수반되는 것으로 보아 비교적 큰 에너지의 트인 천해 환경에서 퇴적된 것으로 보인다. 영흥층에서 산출된 스트로마토포로이드 화석은 Lebchia regularis에 속하며 이는 평안남도 강동군 만달면 승호리 부근에 분포된 운학층과 남만쥬 지역의 Toufangkou limestone 상부 층준에서 보고된 바 있다. 이는 late Llanvirnian에 해당하는 것으로 생각되며 이는 코노돈트 미화석을 통한 생물 층서학적 연구 결과와도 일치한다.[58]
- 김정률, 서용석, 박수인(1993)은 영월군 북면 문곡리의 남교 부근(북위 37° 15′ 20″ 동경 128° 26′ 10″ / 북위 37.25556°  동경 128.43611° ; 영월 문곡리 건열구조 및 스트로마톨라이트 부근)에 12 m 두께로 드러난 영흥층 중부의 고회질 이암에서 생흔화석 Lockeia의 산출을 보고하였다.[59]
- 권유진과 권이균(2020)은 영월군 일대에 드러난 영흥층의 12개 단면을 조사하고 19개 퇴적상(Sedimentary facies)을 확인하고, 영흥층을 다음과 같은 5개 퇴적상조합(facies associations)으로 구분했다.[60]
  - FA1 : 엽리상 석회이암과 용해-붕락 각력암(solution-collapsed breccia)으로 구성된다. 영흥층 하부에는 퇴적 중 고염분과 건조 환경을 지시하는 기록이 있다. 영흥층 하부의 간헐적인 각력암의 출현은 비슷한 위치에 있는 막동 석회암층 내의 예미각력석회암과 연관된 것으로 보인다. 이러한 특성들은 초기 중부 오르도비스기 동안의 광범위한 해수면 하강을 지시한다.
  - FA2 : 엽리상 돌로마이트/석회암이암(dolo-mudstone), 괴상 와케스톤~팩스톤, 평력석회암 등으로 구성되며 건열과 스트로마톨라이트 등은 퇴적 중 고염분과 건조 환경을 지시한다.
  - FA3 : 자주색 셰일, 석회질이암/셰일, 적색~암갈색 셰일로 구성되며 호수, 늪, 조하대(subtidal) 환경을 지시한다.
  - FA4 : 괴상 돌로마이트, 층상의 펠로이드 입자암, 평력석회암으로 구성되며 와케스톤~팩스톤이나 입자암이 협재된다. 이는 파도의 영향을 받는 조하대(subtidal)의 환경을 지시한다.
  - FA5 : 생물교란 석회이암, 와케스톤~팩스톤 등으로 구성되며 천해의 퇴적 환경을 지시한다.
- 남애 단면의 영흥층은 두께 35 m로 돌로마이트이암과 돌로마이트를 포함한 탄산염암으로 구성되며 부분적으로 처트와 석회질사암이 협재된다.[24]

영월군 영월읍 동강변 노두
- 삼옥리 동강변의 동굴과 영흥층 노두 (북위 37° 13′ 15.8″ 동경 128° 30′ 33.3″ / 북위 37.221056°  동경 128.509250° )
- 동강로 도로변의 영흥층 노두 (북위 37° 13′ 18.4″ 동경 128° 31′ 09.1″ / 북위 37.221778°  동경 128.519194° )

영월군 남면 북쌍리 영월로 도로변 절개사면의 노두
- 북위 37° 12′ 19.1″ 동경 128° 24′ 39.2″ / 북위 37.205306°  동경 128.410889°

영월군 북면 연덕리 원덕재로 도로변 노두
이들 영월층군이 분포하는 영월군 남면과 북면 일대에는, 영월인편상구조대라 불리는 남-북 주향의 스러스트 단층들의 집합체가 존재한다. 이는 서쪽에서부터 평창 스러스트 단층, 마차리 스러스트 단층, 각동 스러스트 단층, 공수원 스러스트 단층과 이들 사이에 비교적 좁은 간격으로 분포하는 남-북 방향 스러스트 단층들로 구성된다. 이들 스러스트 단층들을 따라 조선 누층군 영월층군이 평안 누층군과 중생대 대동 누층군 반송층군 위에 놓이며, 평창 스러스트 단층과 마차리 스러스트 단층 사이의 지역에서 발달하는 스러스트 단층들에 의해 영월층군의 각 지층들이 여러 차례 반복되어 분포하고 이들 스러스트 단층에 수반된 습곡 구조가 발달한다.
영월층군은 하부로부터 삼방산층, 마차리층, 와곡층, 문곡층 및 영흥층의 5개 지층으로 구분되는데, 스러스트 상반 내에 영흥층이 포함되는지 여부에 따라 반복 양상이 달라진다. 이는 영월 지역의 특이한 지질학적 특성으로, 평창 스러스트 단층의 서편 및 마차리 스러스트 단층과 각동 단층 사이의 지역에서는 조선 누층군 영월층군과 평안 누층군이 모두 반복되며 분포하지만, 평창 스러스트 단층과 마차리 스러스트 단층 사이의 지역에서는 평안 누층군이 분포하지 않고 조선 누층군만 충상단층에 의해 반복된다. 특히 이 지역에서는 중앙에 영흥층이 두껍게 분포하는 지역을 기준으로, 동편의 충상단층들은 영월층군 최하부의 삼방산층부터 최상부의 영흥층까지 모든 층서를 반복시키지만, 서편의 스러스트 단층들은 판 내에 최상부의 영흥층은 포함하지 않는다.

## 고생대평안 누층군과 영월탄전
영월군 내에서 고생대 후기에 형성된 평안 누층군은 조선 누층군에 비해 소규모로 분포한다. 그 중에서 두드러진 것은 소위 영월탄전(寧越炭田)이라 불리는 지역으로, 영월군 북면 마차리를 중심으로 남-북 방향으로 길게 발달하는 영월탄전의 평안 누층군은 과거에는 홍점층과 사동층으로 구분되었으나 현재는 아래서부터 요봉층, 판교층, 밤치층, 석탄이 부존된 미탄층으로 구분하며 사동층/미탄층 상위의 지층은 없다. 상부 지층이 없는 이유는 마차리 스러스트 단층에 의해 미탄층 상부의 지층들이 모두 절단 침식되어 날아간 것으로 추정된다. 이들 평안 누층군의 일반적인 주향은 남-북이며 서쪽으로 50~70° 경사한다. 평안 누층군 서쪽에서는 사동층의 주향과 거의 평행하며 60° 내외로 경사하는 마차리 스러스트 단층이 사동층의 상부를 절단하는데 이 단층에 의하여 북부(영월군 북면 공기리-평창군 미탄면 율치리 경계 지역)에서는 사동층이 삼방산층 및 마차리층과, 남부에서는 사동층과 홍점층이 마차리층과 단층으로 접하여 있다.

### 생층서대
이창진 외(1988)는 평창군 미탄면 부근 영월탄전의 석탄기 및 페름기 지층에서 산출된 방추충 및 코노돈트 화석을 연구하여 생층서대를 설정하였다. 석탄-페름기의 석회암에서 9속 16종의 방추충 화석과 7속 15종의 코노돈트 화석을 발견하여 Eostaffella(요봉층 하부), Profusulinella(요봉층 상부), Fusulina, Pseudofusulina 4개 방추충 생층서대와 Idiognathoides opimus, 하부 Idiognathodus delicatus, 상부 Idiognathodus delicatus, Idiognathodus tersus, Streptognathodus elongatus 5개 코노돈트 생층서대를 설정하였다.

### 요봉층(홍점층)

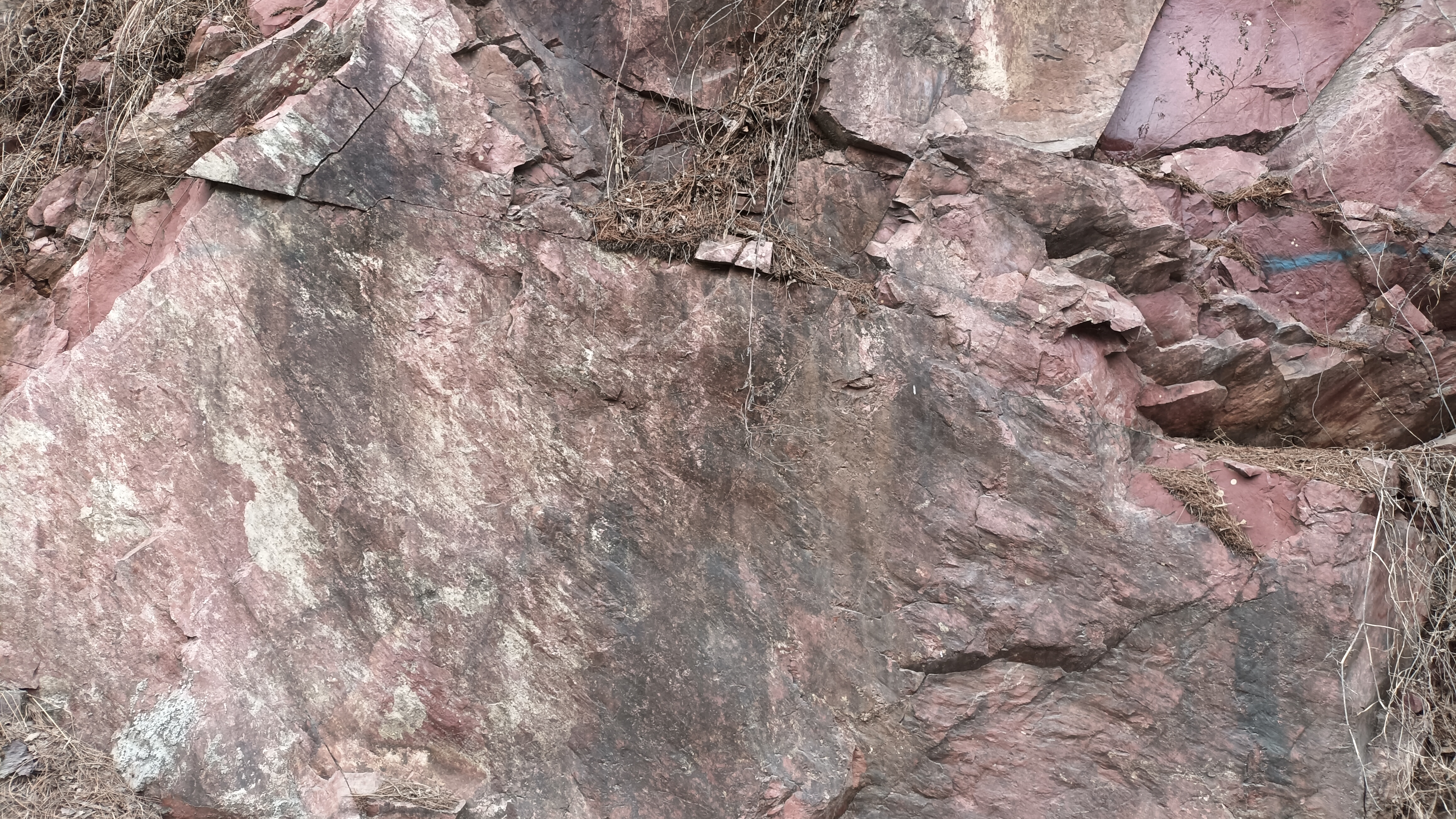
평창군 미탄면 창리 창리삼거리 지방도 제415호선 도로변 요봉층의 노두

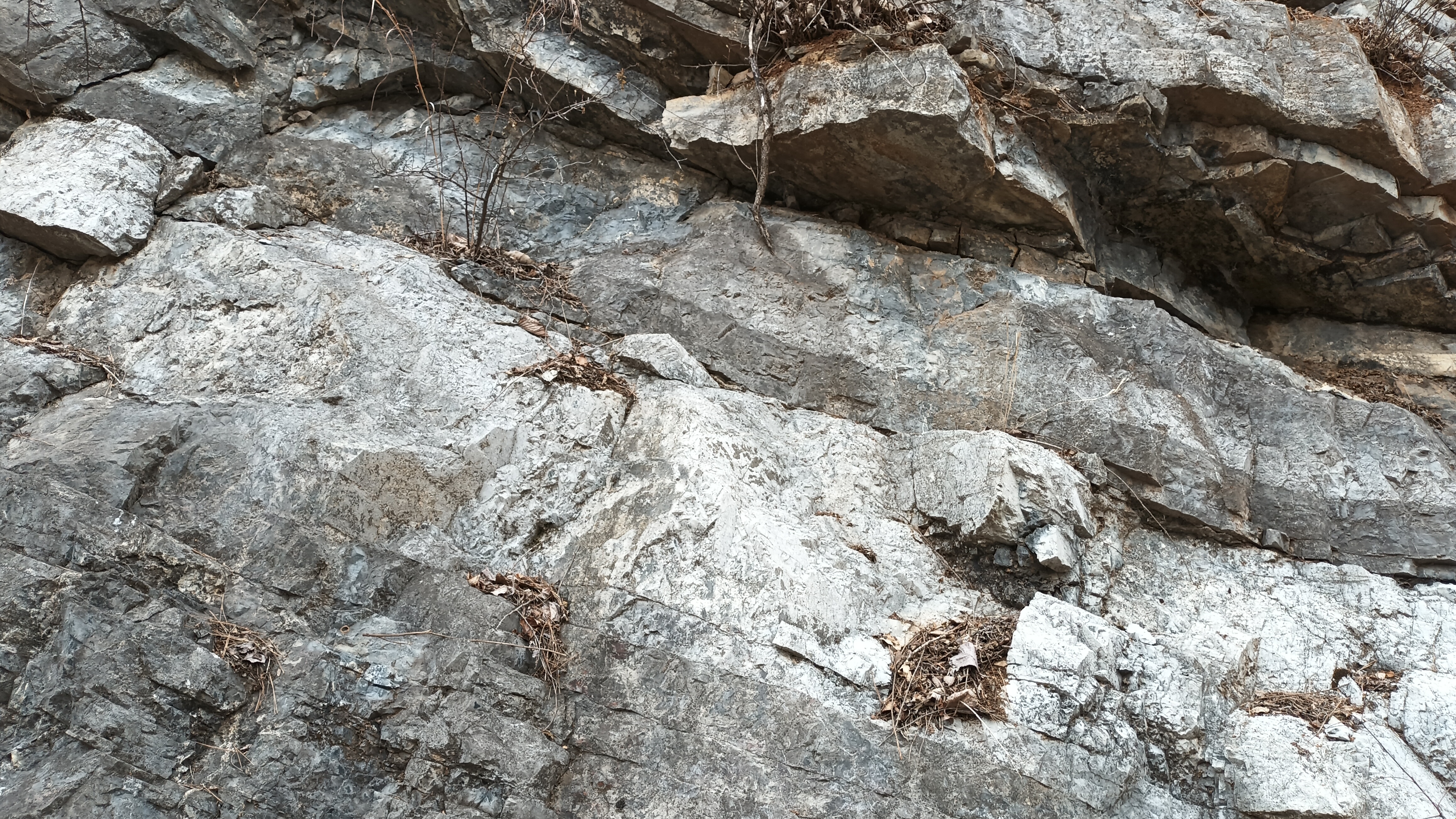
영월군 영월읍 영흥리 분덕재 도로변 홍점층 노두

요봉층(Cy; Carboniferous Yobong formation, 要峯層), 과거의 홍점층(Ch; Carboniferous Hongjeom formation)은 영월탄전 지역 평안 누층군 최하부 지층으로, 영월읍 삼옥리와 영흥리 (봉래산 산정부 포함) 일부 지역, 북면 마차리의 영월탄전 사동층 분포지역 주변과, 백운산 향사대에 해당하는 막동 석회암층 분포지역 북서부―영월군 중동면, 상동읍과 정선군 고한읍 경계 지역에 해당한다―에 존재한다. 홍점층은 주로 자색과 녹회색의 셰일과 사암으로 되어 있어 흑색 셰일을 주로 하는 상위의 사동층과 구별되며, 여러 매의 석회암이 렌즈상으로 협재되어 있다. 영흥리-삼옥리 일대에서는 영월층군의 영흥층을 부정합으로 덮으며, 상부 지층인 사동층(판교층)과는 정합의 관계이다. 이 지역에서 요봉층의 하부는 적색 내지 담갈색의 사암과 역암 호층대, 적색 또는 담녹색의 셰일과 담녹색의 중립 사암 호층대로, 중부는 약 30 m 두께의 담회색 석회암층인 요봉석회암층으로, 상부는 적자색 내지 담녹색의 셰일과 담녹색의 중립 사암 및 담회색 석회암 호층대로 구성된다. 이 층의 상한은 요봉층 상부의 적색 셰일 또는 백색 내지 담회색의 석회암층과 판교층 하부의 회색 중립 사암이 접하는 층준이다. 요봉석회암층준은 영흥리의 발산(鉢山, 674.4 m, 이 산 산정부에도 홍점층 분포)에서 1 km 정도 북쪽에 있는 물암골 마을 맞은편 구채석장으로부터 남-북으로 연속적으로 발달되어 있으며, 습곡과 단층 작용에 의해 실제 두께보다 두껍게 노출된다. 이 석회암층은 제천시의 가창산과 갑산 지역에 분포하는 갑산층의 30 m 두께의 석회암과 잘 대비되며, 요봉층의 석회암에서는 중기 석탄기의 모르완(Morrowan)과 아토칸(Atokan)조를 지시하는 방추충과 코노돈트가 풍부하게 산출된다. 지층의 전체 두께는 약 110 m이다.
- 이종덕(1985)은 영월군 북면 마차리와 율치리에 분포된 홍점층에 협재된 석회암에서 산출되는 코노돈트 미화석을 연구하였다. 이 지역의 홍점층은 주로 자색의 셰일과 사암, 녹회색의 셰일과 사암으로 구성되고 5~11매의 석회암층이 협재되며 암상의 측방 변화가 심하다. 평창군 미탄면 율치리의 홍점층 상부, 밤치 부근의 도로를 따라 나타나는 7개 층의 석회암, 대성광업소 채석장 부근, 마차리 마을 동쪽의 우목골과 그 남쪽의 절골 계곡, 삼옥리의 대림탄광 계곡 6개 단면의 44개 표품에서 805개체의 코노돈트 화석이 표품 1 kg당 평균 10개체의 비율로 산출되었다. 산출된 코노돈트 화석은 Adetognathus latutus, Declinognathodus lateralis, Gnathodus bilineatus, Gnathodus. sp., Gondolella bella, Gondolella sp. nov., Hibbardella (Roundya), Hindeodella delicatula, Hindeodella cf. H. ibergensis, Hindeodella sp., Idiognathodus antiquus, Idiognathodus cf. claviformis, Idiognathodus delicatus, Idiognathodus incurvus, Idiognathodus magnificus, Idiognathodus parvus, Idiognathodus sinuosis, Idiognathodus sp., Idiognathodies noduliferus, Idiognathoides sinuatus, Idiognathoides sulcatus, Idiognathoides sp., Ligonodina roundyi, Ligonodina sp., Lonchodus implex, Lonchodus sp., Neognathodus bass. bass., Neognathodus bass. symm., Neognathodus roundyi, Neoprioniodus sp., Ozarcodina delicatula, Ozarcodina sp., Spathognathodus campbelli, Spathognathodus coroladoensis, Spathognathodus minutus, Spathognathodus sp., Streptognathodus expansus, Streptognathodus suberectus, Streptognathodus sp. 등 15속 31종으로 분류되었다. 이에 따라 홍점층의 화석군은 크게 하부의 Idiognathoides 화석대와 상부의 Idiognathodus 화석대로 구분되며 이는 각각 Idiognathoides sinuatus과 Idiognathoides sulcatus 아대(亞帶; Subzone) 그리고 Idiognathodus sinuosis와 Idiognathodus delicatus 아대로 세분되어 전체적으로는 4개 화석대로 구분된다. 미국, 유럽 지역 지층과의 대비를 통해 홍점층의 지질시대의 하한은 바쉬키르절(Bashkirian 또는 Morrowan) 기저이며 상한은 모스코비안 중부(Moscovian 또는 Desmoinesian 중상부)에 대비된다.[66]
- 이창진(1986)은 영월탄전 요봉계곡에 분포하는 홍점층 석회암에서 소형 방추충의 일종인 Schubertellidae을 발견하였다. 이 곳에서 기재된 Schubertellidae는 2속 6종으로 석탄기 모스코비안에서 산출되는 Schubertella gracilis znensis, S. lata elliptica, S. obscura, Fusiella praecusor, F. praecusor paraventricosa, F. praelancetiformis이다.[67]
- 이종덕 등(1994)은 영월탄전의 미탄-평창간 도로변과 대림탄광 계곡에 분포된 홍점층에서 코노돈트 미화석을 연구하였다. 코노돈트 화석의 층서적 분포에 의해 홍점층 하부에 Idiognathoides sinuatus-Idiognathoides sulcatus 화석대가, 중부에 Neognathodus 화석대가, 상부에 Idiognathoides delicatus 화석대가 확인되었다. 미국, 유럽 지역과의 대비를 통해 석탄기 펜실베이니아세 바쉬키르절(Bashkirian 또는 Morrowan/Atokan)에서 중상부 모스크바절(Moscovian 또는 Desmoinesian)에 대비된다.[68]
  - 대림탄광 단면 : 대림탄광은 영월읍 삼옥리 북서부의 송이골 계곡에 소재한다. 이곳에서는 Idiognathodus delicatus(최다 산출), Idiognathodus sp., Idiognathodus magnificus, Idiognathoides sinuatus, Idiognathoides sulcatus, Idiognathoides sp., Hindeodella multidenticulata, Hindeodella sp., Neognathodus bassieri, Neognathodus bothrops, Neognathodus medexultimus, Neognathodus roundyi, Neognathodus sp., Ozarkodina delicatula, Ozarkodina sp., Spathognathodus minutus, Streptognathodus oppietus, Diplognathodus indianensis, Diplognathodus orphanus 등의 코노돈트 화석이 산출되었으며 홍점층 하부와 상부 화석대가 확인되었다.
  - 평창-미탄 단면 : 개체수는 적으나 하부, 중부, 상부 화석대가 확인되었다. 홍점층의 Neognathodus 화석대는 모스크바절(Moscovian 또는 Desmoinesian) 하부에 대비된다.
- 이종덕, 박영숙(2003)은 영월 북부 분덕치에 60 m 두께로 드러난 홍점층 단면에서 153개체의 코노돈트 화석을 얻었으며 이는 6속 17종으로 분류되었다. 홍점층 표품 1kg 당 산출된 화석은 고작 6개체로 북미의 kg당 최고 5천 개나 한국의 kg당 30개체에 비해 매우 적은 양인데 이는 퇴적 환경의 차이로 해석된다. 산출된 코노돈트 화석은 Idiognathodus claviformis, Idiognathodus delicatus, Idiognathodus magnificus, Idiognathodus parvus, Idiognathodus sinuosis, Idiognathoides sulcatus, Hindeodella sp., Neognathodus bassieri, Neognathodus bothrops, Neognathodus dilatus, Neognathodus medexultimus, Neognathodus roundyi, Diplognathodus coloradoensis, Diplognathodus indianensis, Diplognathodus orphanus, Diplognathodus sp., Hindeodus minutus이다. 개체수가 적고 보존도 불량하지만 Idiognathoides sulcatus는 석탄기 펜실베이니아세 모르완(Bashkirian 또는 Morrowan/Atokan) 중하부를, Idiognathoides sinuosis는 모르완 상부에서 아토칸 중부, Neognathodus는 데스모이네시안(Desmoinesian) 상부를 지시한다.[69]
- 멧둔재 지역의 요봉층은 조선 누층군 영흥층을 부정합으로 덮으며 미탄층에 의하여 부정합적으로 덮힌다. 요봉층은 평창군 멧둔재 터널 일대와 멧둔재 구도로, 멧둔재 정상에서 동쪽으로 새로 개설한 임도를 따라 향사 습곡 구조의 양쪽 날개 부분에 분포한다. 요봉층의 상부는 주로 3~5 m 내외의 담회색 사암, 적자색 셰일 및 담회색 내지 회백색 석회암의 호층대로 이루어져 있으며 일부 적색 셰일에는 연흔이 발달되어 있다. 요봉층의 석회암은 주로 렌즈상으로 발달되며 석회암에는 Adetognathus lautus, Declinognathodus lateralis, Declinognathodus noduliferus, Diplognathodus ellesmerensis, Diplognathodus coloradoensis, Hindeodus minutus, Idiognathoides sinuatus, Idiognathodus delicatus, I. magnificus, Neognathodus bothrops, N. medexultimus, Neogondorella clarki, Streptognathodus sp.등의 코노돈트 화석이 풍부하게 산출된다. 이들 코노돈트를 바탕으로 Neognathodus bothrops 생층서대가 정해졌으며 만항층에서 풍부하게 산출된다. 따라서 이 지역의 요봉층은 단양, 태백 지역의 만항층에 대비된다. 요봉층에서 산출되는 코노돈트는 북아메리카의 중기 석탄기 아토간조(Atokan stage)에서 널리 산출됨이 보고되었다. 따라서 이 지역의 요봉층의 지질 시대는 중기 석탄기의 아토칸조에 대비되는 것으로 판단된다. 또한 요봉층의 석회암에서는 여러 층준에 걸쳐 비해성 환경을 지시하는 Idiognathodus와 Neognathodus등이 풍부하게 산출되고, 그 외에도 조하대와 조간대 환경을 지시하는 방추충, 유공충, 해백합 또한 산출되었으므로 이 지역의 요봉층이 퇴적될 당시의 환경은 육지에 가까운 천해(淺海)였을 것으로 판단된다.[27]

과거의 분류 (사동층, 고방산층)

### 사동층
사동층(Ps; Permian Sadong formation)은 영월탄전 북부 미탄면 율치리에서 영월군 북면 마차리에 이르기까지 남-북 방향으로 길게 분포하고 지층은 습곡 및 단층 작용에 의하여 반복 노출되어 있다. 본 층의 기저부에는 암회색 석회암층이 있어 하위의 홍점층을 정합적으로 덮는다. 이 석회암층의 평균 두께는 9 m로서 영월탄전 남부에서 잘 발달되어 홍점층과 사동층의 지층 구분에 좋은 표준층의 역할을 한다. 석회암층 위에는 두께 10 m의 흑색 셰일층이 있고, 그 위에 녹회색 세립 내지 중립 사암이 20~50 m의 두께로 발달한다. 이는 셰일 및 석탄층에 비해 풍화 작용에 대한 저항력이 크므로 여러 곳에서 산봉우리를 이룬다. 이 사암층 위에 두꺼운 셰일층이 발달되어 있다. 이 셰일층은 습곡과 단층에 의하여 교란되어 정확한 두께를 알 수 없으나 100 m 정도로 추정된다. 본 층의 기저 석회암 내에는 유공충류, 완족류, 복족류 등 다양한 화석이 산출된다. 본 층의 주향은 남-북~북동 10°이며 경사는 습곡 작용에 의하여 대체로 마차리 스러스트 단층 부근에서는 북서 60°, 동부의 홍점층 부근에서는 북동 55°이다. 전체 두께는 400 m 이상이다.
- 이종덕 등(1994)은 영월탄전의 밤치재에 드러난 사동층에서 코노돈트 미화석을 연구하였다. 밤치고개 단면의 사동층에서는 Spathognathodus minutus (Anchiognathodus typicalis?)와 Streptognathodus elongatus가 발견되었는데 이들의 산출범위가 넓어 생층서대를 정하지 않았다.[68]

### 고방산층
고방산층(TRg; Triassic Gobangsan formation)은 지질도 상으로 홍점층 분포지역 바로 북쪽인 영월군 중동면, 상동읍과 정선군 고한읍 경계 지역과, 중동면 화원리 일부 지역, 영월읍 팔괴리-정양리 경계 지역에 소규모로만 분포한다. 백색 사암으로 구성되며, 하부에서 석영 역(quartzite pebble)과 셰일암편이 발견되고, 지역적으로 부정합이 존재한다. 고방산층은 식물 화석에 근거한 가와사키(1927)의 연구에 의해 중생대 트라이아스기로 고려되었으나, 고바야시(1953)는 이들 식물 화석군이 대부분 후기 페름기에 해당된다고 보고 하였다.
현재의 분류 (판교층, 밤치층, 미탄층)

### 판교층
판교층(Cp; Carboniferous Pangyo formation, 板橋層)은 요봉층을 정합적으로 덮으며 페름기 밤치층에 의해 부정합으로 덮인다. 판교층은 상부로 회색의 중립 내지 세립사암, 회색의 셰일과 석회암 등으로 구성된다. 판교층의 석회암에는 중기 석탄기의 더모이네시안(Desmoinesian) 혹은 모스코비안(Moscovian) 조를 지시하는 방추충과 코노돈트 화석이 풍부하게 산출된다. 이 지층의 두께는 약 130 m이다. 판교층의 석회암에서는 Idiognathodus delicatus, Neognathodus medexultimus, Neognathodus roundyi, Streptognathodus elegantulus, Diplognathodus edentulus, Gondolella bella, Hindeodus minutus 등이다. 이들 코노돈트는 Neognathodus roundyi 생층서대에서 산출되는 코노돈트와 대비한다.

### 밤치층
밤치층(Pb; Permian Bamchi formation)은 판교층을 부정합으로 덮으며 미탄층에 의해 정합으로 덮인다. 지층의 이름은 현재 지방도 제415호선이 지나는 밤치재에서 유래했다. 밤치층은 암회색의 셰일, 석회암 및 회색 세립 내지 중립사암으로 구성된다. 특히 밤치층의 석회암 내에는 층상 내지 단괴상의 암회색 처트가 많이 발달되어 있다. 밤치층의 석회암에는 하부 페름기를 지시하는 방추충과 코노돈트, 유공층의 화석이 산출된다. 밤치층의 두께는 약 85 m이다.
- 이창진은 1990년 영월군 북면 밤치(밤재) 부근에 드러난 밤치층의 석회암에서 14속 16종의 유공충 화석을 발견하였다. 밤치층 하부 석회암은 두께 5~7 m이며 암회색을 띤다. 장경 1 cm 내외의 대형 방추충이 많이 포함되어 있어 다른 석회암과 쉽게 구별된다. 이 석회암으로부터 사크마리안조에 해당하는 방추충 Pseudofusulina, Quasifusulina, Pseudoschwagerina와 코노돈트 Streptognathodus, Diplognathodus가 산출된다. 이창진의 연구에서는 유공충 Tuberitina sp. A, Planoendothyra evoluta, Globivalvulina sp. A, Paleotextularia sp. A, Tetrataxis vulgaris, Monotaxinoides donbassicus, Climacammina antiqua, C. volgensis 이 발견되었다. 중하부 석회암은 두께 3~5 m이며 주로 암회색-암갈색을 띤다. 장경 1 cm 내외의 대형 방추충이 많이 포함되어 있어 다른 석회암과 쉽게 구별된다. 이 석회암으로부터 사크마리안조를 지시하는 방추충 Pseudofusulina, Quasifusulina와 코노돈트 Neognathodus가 보고된 바 있다. 이 석회암에서 유공층 Diplosphaerina sp. A, Neotuberitina maljavrni, Cribrogenerina nitina, Quasituberitina sp. A, Nodosinella sp. A, Mediocris breviscula, Paramediocris sp. A, Bradyina rotula, B. cribrostomata, Paleotextularia sp. A와 함께 방추충 Schubertella kingi가 발견되었다. 이들 대부분은 미국 네바다주의 석탄기 지층, 오클라호마주와 아칸소주의 모르완 표식층(Morowan stratotype), 일본의 푸쿠지(Fukuji)에 있는 이치노타니층(Ichinotani formation)에서 발견되어 기재된 바 있다.[72]

### 미탄층
미탄층(Pm; Permian Mitan formation)은 밤치층을 정합으로 덮으며 이 층의 상한은 캄브리아기의 조선 누층군 마차리층과 마차리 스러스트 단층으로 접한다. 미탄층은 회색의 중립 사암과 암회색의 셰일로 구성되며 상부에 3매의 석탄층을 포함한다. 미탄층의 상부가 단층에 의해 잘리고 심한 습곡 구조를 보이고 있어 미탄층의 정확한 두께를 알 수 없지만 약 300 m로 추정된다. 페름기의 미탄층은 멧둔재 중심부에 남북으로 발달되어 있다. 이 지역에서 미탄층은 요봉층을 부정합으로 피복한다. 미탄층은 대부분 흑색 셰일로 구성되며 얇은 석탄층이 발달되어 있다. 미탄층의 표식지는 강원도 평창군 미탄면 마차리이다. 표식지에서 미탄층은 하부로부터 회색 중립질 사암, 흑회색 셰일, 3개의 탄층을 가진 흑색 셰일 순으로 이루어져 있다. 멧둔재 지역의 미탄층은 주로 셰일로 이루어져 있다. 미탄층은 태백지역의 장성층에 대비되는 층이다. 조사 지역에서는 멧둔재 터널 공사 지역에서 석탄층이 1~2m 협재되어 있다. 멧둔재 구도로변에 분포하는 셰일층에는 단층대가 발달되어 있다.
평안 누층군의 지질 계통표와 층서는 다음과 같다. 평안 누층군을 대상으로 한 조사가 대부분 석탄을 목적으로 하였기 때문에, 탄전(炭田)이란 명칭을 사용한다.
| 지질 시대                      | 지질 시대                    | 지질 시대    | 지역     | 지역       | 지역          | 지역     | 지역     | 지역     | 지역     | 지역     |
| 기                             | 세                           | 절           | 삼척탄전 | 강릉탄전   | 정선-평창탄전 | 영월탄전 | 단양탄전 | 보은탄전 | 평남분지 | 두만분지 |
| ------------------------------ | ---------------------------- | ------------ | -------- | ---------- | ------------- | -------- | -------- | -------- | -------- | -------- |
| 중생대 삼첩기 201.3–252.17 Mya | 중세 237–247.2 Mya           | 아니시안     | 동고층   |            | 박지산층      |          | 동고층   |          | 태자원통 |          |
| 중생대 삼첩기 201.3–252.17 Mya | 전세 247.2–252.17 Mya        | 인두안       | 동고층   |            | 상원산층      |          | 동고층   |          | 태자원통 |          |
| 고생대 페름기 252.17–298.9 Mya | 로핑기아 252.17–259.8 Mya    |              |          |            |               |          |          |          | 고방산통 | 송상통   |
| 고생대 페름기 252.17–298.9 Mya | 과달루페 259.8–272.3 Mya     | 카피탄       | 고한층   | (언별리층) | 옥갑산층      |          | 고한층   |          | 고방산통 | 송상통   |
| 고생대 페름기 252.17–298.9 Mya | 과달루페 259.8–272.3 Mya     | 워디안       | 도사곡층 | 망덕산층   | 옥갑산층      |          | 도사곡층 |          | 고방산통 | 송상통   |
| 고생대 페름기 252.17–298.9 Mya | 과달루페 259.8–272.3 Mya     | 로디안       | 도사곡층 | 망덕산층   | 옥갑산층      |          | 도사곡층 |          | 고방산통 | 송상통   |
| 고생대 페름기 252.17–298.9 Mya | 시수랄리아 272.3–298.9 Mya   | 쿤쿠리안     | 함백산층 | 함백산층   | 옥갑산층      |          | 함백산층 | 함백산층 | 고방산통 | 계룡산통 |
| 고생대 페름기 252.17–298.9 Mya | 시수랄리아 272.3–298.9 Mya   | 아르틴스키안 | 장성층   | 장성층     | 장성층        | 미탄층   | 장성층   | 장성층   | 사동통   | 계룡산통 |
| 고생대 페름기 252.17–298.9 Mya | 시수랄리아 272.3–298.9 Mya   | 사크마리안   |          |            | 밤치층        | 밤치층   |          | 밤치층   | 사동통   | 암기통   |
| 고생대 페름기 252.17–298.9 Mya | 시수랄리아 272.3–298.9 Mya   | 아셀리안     |          |            | 밤치층        | 밤치층   |          | 밤치층   | 입석통   | 암기통   |
| 고생대 석탄기 252.17–298.9 Mya | 펜실베이니아 298.9–323.2 Mya | 모스크바     | 금천층   | 금천층     | 금천층        | 판교층   | 금천층   |          | 홍점통   |          |
| 고생대 석탄기 252.17–298.9 Mya | 펜실베이니아 298.9–323.2 Mya | 모스크바     | 만항층   | 만항층     | 만항층        | 요봉층   | 만항층   | 만항층   | 홍점통   |          |
| 고생대 석탄기 252.17–298.9 Mya | 펜실베이니아 298.9–323.2 Mya | 바시키르     | 만항층   |            | 만항층        | 요봉층   | 만항층   |          |          |          |

## 중생대대동 누층군

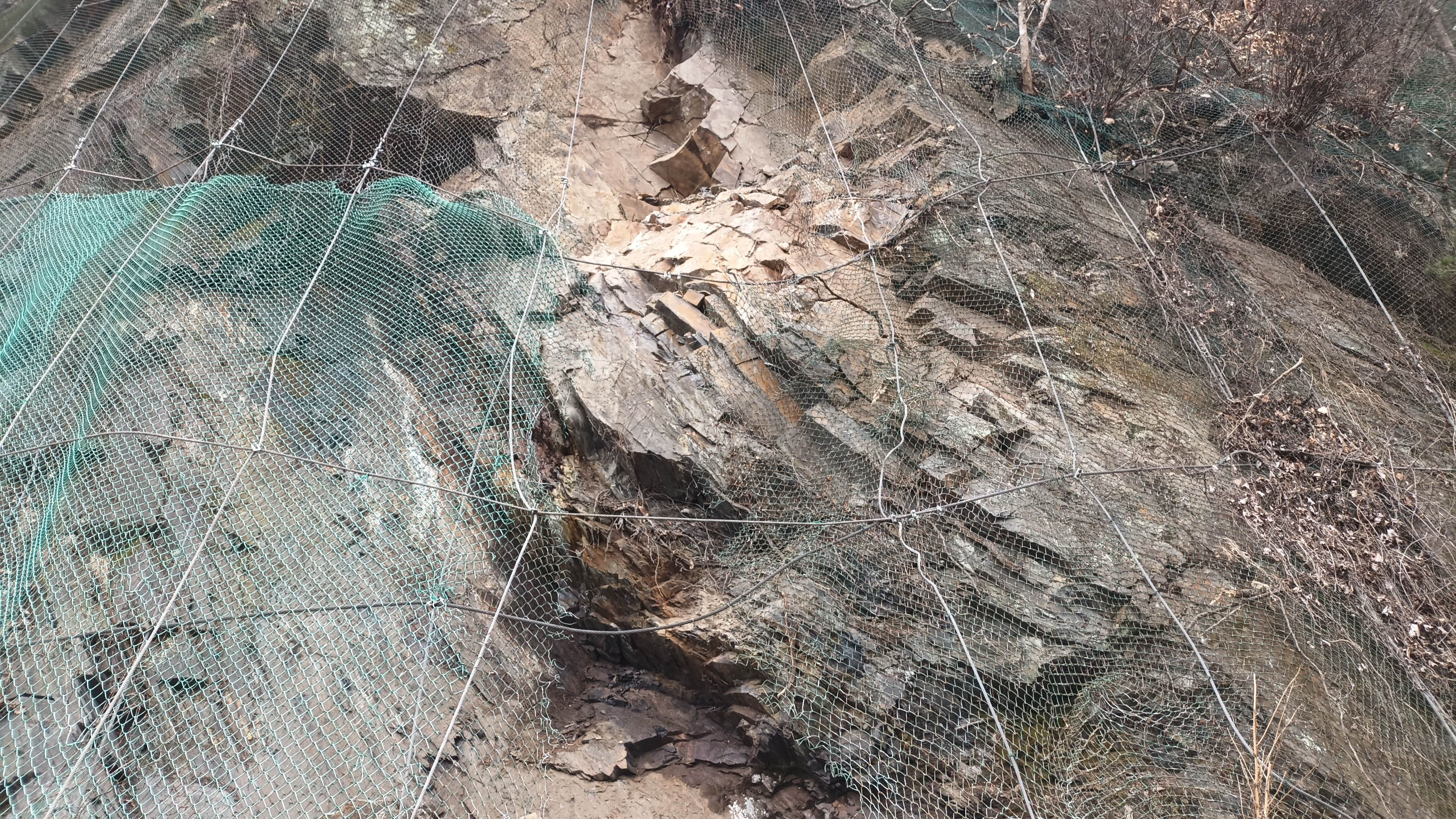
영월군 영월읍 연하리, 국도 제38호선 반송터널 북쪽 영월로 도로변의 반송층 노두

영월군 내에서 중생대에 형성된 대동 누층군 반송층군(Jbs; Jurassic Daedong supergroup Bansong group)은 영월읍 동부 삼옥리와 연하리 등지에 소규모 분포한다. 반송층군은 각동 스러스트 단층과 공수원 스러스트 단층의 하반에 존재하는 전기 쥐라기 동안의 조산성 퇴적물(synorogenic sediment)로, 공수원 스러스트 단층의 하반에 나타나는 두께 약 350 m의 반송층군은 서쪽으로 공수원 스러스트 단층와 접하고 동쪽으로 평안 누층군 위에 부정합으로 놓인다. 각동 스러스트 단층의 하반에 나타나는 반송층군은 두께가 약 180 m 정도로 조선 누층군 영월층군 위에 부정합으로 놓인다. 반송층군은 각력암, 역암, 사암 및 셰일을 포함한다.

## 영월군의 광산과 지하 자원

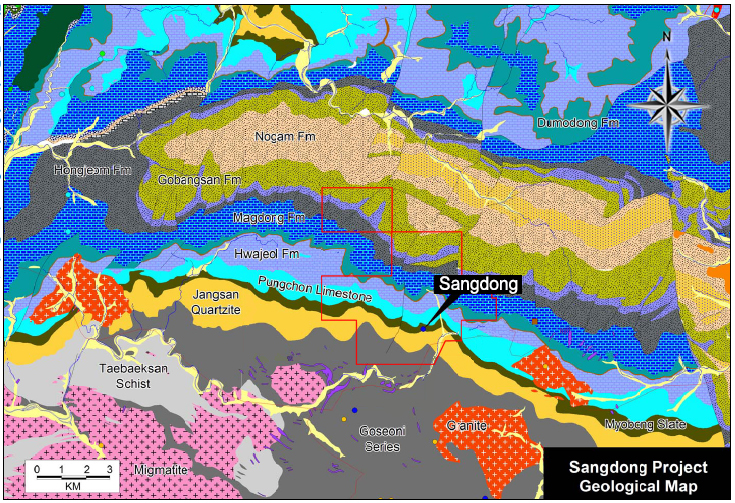
상동광산 지질도

다음은 영월군 내에 분포하는 광산들의 정보이다.

### 순경 주석광상
순경 주석광산(順鏡錫鑛山), 순경광산은 영월군 상동읍에 위치한 주석 광상이다. 광산의 지질은 선캄브리아기 율리층군의 편암류와 조선 누층군 장산 규암층으로 구성된다. 고선리층은 흑운모편암, 사질점판암, 규암 및 천매암으로, 장산 규암층은 회색 규암으로 구성된다. 주석을 포함하는 페그마타이트의 광맥(鑛脈)은 전반적으로 대규모의 것으로서 이들은 모두 고선리층 중에 발달되어 있다. 이 광맥의 폭은 0.2 m에서 최대 7 m 이고 연장은 2~190 m 로서 극히 불규칙하게 발달하며 광맥에 따라 암석의 구조와 구성 광물이 다르다. 순경광산의 함주석(含朱錫) 페그마타이트의 주요 구성광물은 석영, 사장석, 알칼리장석, 백운모 등이고 부수 광물로 흑운모, 전기석, 인회석, 석류석, 견운모와 석석(錫石)이 산출된다. 이 페그마타이트에서 백운모 및 사장석으로부터 변질된 견운모를 채취하여 칼륨-아르곤 연대 측정을 실시한 결과 백운모는 1546.94±29.4 Ma, 견운모는 187.80±4.19 Ma로 밝혀졌다.

### 성덕광산
성덕광산은 영월군 주천면 신일에 위치한 금, 은, 구리, 연-아연광상이다. 광산의 지질은 솔치층, 흑운모화강편마암과 대보 화강암류의 제천 화강암으로 구성된다. 광상은 화강암과 솔치층의 접촉부 내에 발달하는 열극충진 또는 스카른 광상으로 자류철광이 대부분이고 황동석, 섬아연석, 황철석이 수반되며 스카른 광물로 석류석, 녹렴석 등이 산출된다.

### 기타 광산
- 응봉광산(鷹峰鑛山) : 영월군 상동읍 봉현 및 봉화군 춘양면 하천평에 걸쳐 위치한다. 1940년대에 개발된 광산이며 선캄브리아기 편암류와 이를 부정합으로 덮는 조선 누층군이 분포한다. 광석은 회중석을 함유하는 석영맥이다. 맥폭(脈幅)은 10 내지 30 cm이며 광맥의 노두 연장은 50~170 m이고 주향은 대략 북서 80°, 경사는 북동 50~80°이다.[3]
- 창월광산(昌越鑛山) : 영월군 주천면 상(上)판운리에 위치한다. 광상은 방림층군의 편암류와 이에 협재된 석회암과의 접촉부를 따라 또는 석회암의 층리면을 따라 교대하여 생성된 열수 광상이다. 광체는 렌즈상에 가까운 맥(脈)으로 나타난다. 1962년 이래 형석을 약 12,000M/T 정도 생산하였으나 현재는 가행되지 않는다. 광산에서는 아연이 같이 산출된다.[7]
- 백년광산(百年鑛山) : 영월군 무릉도원면 법흥리에 위치한다. 인근에 선캄브리아기의 화강편마암과 중생대의 관입 화강암이 분포하며 광상은 화강편마암에 포함된 함휘수연석영맥(含輝水鉛石英脈)이다. 현재 가행되고 있지 않다.[7]
- 한흥광산(韓興鑛山) : 영월군 무릉도원면 법흥리에 위치한다. 백년광산과 동일한 광상이며 현재 가행되고 있지 않다.[7]

## 영월군의 지질 명소

### 영월 문곡리 건열구조 및 스트로마톨라이트
천연기념물 제413호 영월 문곡리 건열구조 및 스트로마톨라이트는 영월군 북면 문곡리에 있다. 문곡리의 연덕천 주변에는 고생대 초기에 형성된 퇴적암류인 조선 누층군 영흥층으로 구성된 절벽이 있는데, 이 절벽에는 스트로마톨라이트와 건열 구조가 잘 발달되어 있어 퇴적 당시의 환경을 잘 보여 주고 있다. 스트로마톨라이트는 일반적으로 수온이 따뜻하고 햇빛이 잘 드는 적도 주변의 얕은 바다에서 만들어지는 화석으로, 이로부터 이들 스트로마톨라이트가 현재의 위치가 아닌 고생대 적도의 바다에서 형성된 후 이곳까지 이동해 왔다는 것을 지시한다. 건열 구조는 퇴적물이 대기에 노출되어 물이 증발하여 마르면서 갈라지기 때문에 만들어지는 퇴적 구조이다. 이것은 문곡리의 퇴적 지층이 형성된 곳이 매우 얕은 바다의 조간대 환경임을 말하고 있다.
문화재청에서는 이 구조에 대해 영월 문곡리의 건열구조 및 스트로마톨라이트는 당시의 퇴적환경을 잘 보여주고 있어 학술적 보존가치가 매우 크다"고 기재하고 있다. 그러나 이정현(2020)은 "영월 문곡리 건열구조 및 스트로마톨라이트"는 생물 기원의 증거가 전혀 없고, 스트로마톨라이트에서 특징적으로 나타나는 위로 볼록한 엽층리 구조를 보이지 않아 스트로마톨라이트라는 명칭을 부여하는 데 문제가 있다고 지적하였다. 횡단면에서 아래쪽은 평평하고 위쪽은 불룩한 일반적인 스트로마톨라이트와는 달리 이 구조는 층리면 상부뿐만 아니라 하부 또한 올록볼록한 형태를 보인다. 비록 돌로마이트화 작용에 의해 대부분의 일차퇴적구조는 지워졌으나, 박편 및 슬랩 관찰 결과 이 구조 내부에 침식면 및 상향세립화 구조가 존재한다는 것을 확인하였다. 이러한 연구 결과는 문곡리 스트로마톨라이트가 생물 기원이 아니라는 것을 지시하며, 물리적인 퇴적 작용에 의해 이 구조가 생성되었을 가능성을 시사한다.
영월 문곡리 건열구조 및 스트로마톨라이트 사진
- 영흥층 노두 우측
- 노두 중앙
- 노두 좌측
- 국도 제31호선 도로변 안내판

### 영월 선돌
명승 제76호 영월 선돌은 영월군 방절리 서강가의 절벽에 위치하며 마치 큰 칼로 절벽을 쪼갠 듯한 형상을 이룬 곳으로 높이 약 70 m 정도의 입석이다. 해당 지역은 조선 누층군 영월층군이 분포하는 곳이며 인근에 마차리 트러스트 단층이 지난다. 이처럼 거대한 바위가 수직으로 쪼개지는 것은 석회암의 특징이다. 석회암은 퇴적암으로 층을 이루면서 퇴적되는 특징을 가지고 있는데, 선돌은 그 석회암 지층이 지각 변동에 의해 수평에서 거의 수직으로 세워지는 과정에서 벌어졌거나, 지층이 수직으로 세워진 후 오랜 세월 차별 침식을 받아 두 지층 사이의 암석이 풍화되었기 때문에 형성된 것으로 추측된다.

### 영월 고씨굴
천연기념물 제219호 영월 고씨굴은 남한강 근처 김삿갓면 진별리에 위치한 석회암 동굴이다. 1966년 4월 한국동굴학회가 이끄는 한-일 합동조사단에 의해 알려지게 되었으며, 전체 길이는 약 6 km에 이른다. 동굴 주변의 지질은 조선 누층군 막동 석회암층과 고성 셰일층으로 구성되어 있다. 이 동굴은 석회암 지층에 발달한 절리를 따라 지하수가 흐르면서, 오랜 시간에 걸쳐 석회암층을 용해시킨 결과로 만들어진 것이다. 고씨굴에는 다양한 모양의 종유석과 석순, 석주 등이 발달한다.

### 영월 무릉리 요선암 돌개구멍
천연기념물 제543호 영월 무릉리 요선암 돌개구멍은 무릉도원면 무릉리의 주천강 화강반암 위에 형성된 지형이다. 이 화강암은 중생대 쥐라기에 관입한 흑운모 화강암이다.

## 영월군의 화석
영월군 조선 누층군과 평안 누층군 지층에서는 고생대 캄브리아기, 오르도비스기, 석탄기 등에 생존했던 삼엽충, 두족류, 연체동물, 완족류, 필석류, 코노돈트, 방추충, 식물 등의 화석이 발견되었다. <한국화석도감> 에 의하면 영월에서 발견된 화석은 다음과 같다.

### 삼엽충
- Glyptagnostus stolidotus Opik, 1961 (마차리층, 북면 마차리)
- Pseudoagnostus idalis Opik, 1967 (마차리층, 북면 마차리)
- Basiliella sp. (직운산층, 상동)
- Dolerobasilicus yokusensis (Kobayashi) (상동 세송계곡)
- Irvingella megalops (Kobayashi) (마차리층, 북면)
- Yosimuraspis vulgaris Kobayashi (문곡층, 북면 가람 및 기와골 단면)
- Jujuyaspis sinensis Zhou in Chen et al., 1980 (문곡층, 가람-I 단면, 갈치재 단면)
- Elkanaspis jilinensis Qian in Chen et al., 1985 (문곡층, 북면 갈치재 단면)
- Agnostidae gen. et sp. indeterminate (문곡층, 북면 송화동 단면)
- Kainella euryrachis Kobayashi, 1953 (문곡층, 북면 점말-I 단면, 송화동 단면)
- Leiostegium sp. (문곡층, 북면 송화동)
- Micragnostus coreanicus Kobayashi, 1960 (문곡층, 북면 충산 단면)
- Shumardia pellizzarii Kobayashi, 1934 (문곡층, 북면 오만동, 배일재 단면)
- Hystricurus megalops Kobayashi, 1934 (문곡층, 북면 오만동, 가람-I 단면)
- Asaphellus sp. (문곡층, 북면 충산, 배재 단면)
- Dikelokephalina asiatica Kobayashi, 1934 (문곡층, 북면 배일재 단면)
- Apatokephalus hyotan Kobayashi, 1953 (문곡층, 북면 오만동)
- Hukasawaia cylindrica (Kobayashi, 1953) (문곡층, 북면 오만동)
- Koraispis spinus Kobayashi, 1953 (문곡층, 북면 배일재, 가람II-단면)

### 두족류
- Holmiceras coreanicum (Kobayashi, 1927) (중동면 직동리 막골, 오르도비스기)
- Kotoceras cylindricum Kobayashi, 1934 (직운산층, 중동면 직동리 막골)
- Kotoceras grabaui (Kobayashi, 1927) (직운산층, 상동면 구래리 세송계곡)
- Wennanoceras subchikunense (Kobayashi, 1927) (직운산층, 중동면 직동리 막골)
- Endoceras sp. (직운산층, 상동면 구래리 세송계곡)
- Sactorthoceras makkolense (Kobayashi) (직운산층, 중동면 막골)
- Wennanoceras sp. (두위봉층, 중동면 직동리 막골)
- Kotoceras curvatum Lai, 1960 (직운산층, 상동면 세송계곡)
- Ormoceras yokoyamai (Kobayashi, 1927) (직운산층, 상동면 세송계곡)
- Ormoceras shirakii (Kobayashi, 1934) (중동면 직동리 막골)
- Ormoceras Koraiense Kobayashi (두위봉층, 상동면)
- Ormoceras dilatatum Yun, 2000 (직운산층, 중동면 직동리 막골)

### 오르도비스기 연체동물
- Ormoceras sp. (두위봉층, 상동면 구래리 세송계곡)
- Armenoceras sp. (두위봉층, 중동면 막골)
- Lophospira pagoda (Salter) (복족류, 직운산층, 상동)

### 완족류및필석류
- Rafinesquina chosenensis Kobayashi (직운산층, 상동, 오르도비스기)
- Adelograptus sp. (문곡층, 필석류)
- Psigraptus arcticus (문곡층, 필석류)

### 생흔 화석
- Palaeophycus herberti (영흥층, 문곡리)
- Lockeia amygdaloides (문곡층)
- Scribbling trace fossil (문곡층, 북면 연덕리 성황동 아래골 저수지 북서단 노두)

### 고생대 식물
- Taeniopteris sp. , Pecopteris sp. (평안 누층군 금천층, 상동면 세송계곡)
- Pecopteris sp. (평안 누층군 사동층, 산지 불명)
- Pecopteris arborescens (Scholth.) Sternb. (평안 누층군 함백산층, 직동리 막골 두리봉)

### 코노돈트
영월군 북면 마차리에서는 많은 수의 코노돈트 화석이 산출되었다. 코노돈트가 산출된 곳 중 하나인 마차리 단면은 영월군 북면 마차리 마을에서 동쪽으로 1km가량 떨어진 하상(stream bed)에 드러나 있다. 노출 구간은 대체로 마차리층의 하부이며, 그 아래는 페름기 사동층(미탄층)과 충상 단층으로 접하고, 그 위는 와곡층이 정합으로 덮고 있다. 이 지역의 마차리층은 주로 층상 석회암, 렌즈상~단괴상 석회암, 괴상 석회암, 흑색 셰일과 함단괴 석회암으로 구성되어 있으며 소규모의 단층과 습곡이 반복적으로 관찰된다. 이 단면에서 마차리층의 두께는 41.2 m이다.
- Hertzina? bisulcata Mueller (마차리층, 북면 오만동 북서편 노두)
- P. tenuis (Mueller) (마차리층, 북면 오만동 북서편 노두)
- Serratognathus bilobatus Lee (상동면 상동)
- D. orphanus Merrill (평안 누층군 요봉층, 요봉지역(성황당 부근)의 개울가)
- D. edentulus von Bitter (평안 누층군 금천층, 구강동 서진탄광 도로변)
- Hindeodus minutus (Ellison) (상동면 구강동 도로변, 평안 누층군 밤치층, 밤치재 부근 국도변)
- Idiognathotoides opimus (Igo & Koike) (평안 누층군 요봉층 하부, 북면 학전동 구채석장)
- Streptognathodus spp. (평안 누층군 만항층 상부, 상동면 구강동 도로변)
- Gondolella laevis Kossenko (상동면 구강동 도로변)
- Gondolella Bella Stauffer & Plummer (상동면 구강동 도로변)
- Idiognathodus ellisoni Clark & Behnken (평안 누층군 밤치층, 요봉 성황당 부근 및 밤치재 부근 국도변)
- Streptognathodus elegantulus Stauffer & Plummer (요봉 성황당 부근 및 밤치재 부근 국도변)
- Streptognathodus elongatus Gunnell (요봉 성황당 부근 및 밤치재 부근 국도변)
- Streptognathodus wabaunsensis Gunnell (밤치재 부근 국도변)
- Streptognathodus barskovi Kozur (요봉 성황당 부근 및 밤치재 부근 국도변)
- Diplognathodus moori (von Bitter) (요봉 성황동 부근)
- Diplognathodus expansus (Perlmutter) (밤치재 부근 국도변)
- Diplognathodus triangularis Ding & Wan (요봉 계곡 입구)

### 방추충
- E. ikensis Vossarionova (영월탄전 마차리 문암교)
- Profusulinella fukujiensis Igo (마차리 문암교)
- Taizehoella taizehoensis Sheng (요봉층 상부, 마차리 문암교)
- Fusulinella laxa Sheng (판교층 상부, 마차리 문암교)
- Beedeina acuta (Lee) (판교층 상부, 마차리 문암교)
- Schwagerina yeongweolensis Cheong & Lee (밤치층 하부, 영월탄전 덕우갱, 페름기)
- Pseudofusulina complicata lancetiformis Miklucho-Maclay (영월탄전 마차리 요봉)

### 화석 산지
전술한 <한국화석도감>에 의하면 화석 산지는 다음과 같다.
- 직운산층이 드러난 상동면 구래리 세송계곡에서는 삼엽충, 두족류, 완족류를 비롯한 각종 무척추동물의 화석이 많이 산출된다.
- 산솔면 직동리 막골 산지에서는 직운산층과 막동 석회암층에서 두족류, 삼엽충 등의 화석이 산출된다.
- 북면 공기리 가람 단면은 문곡층 하부 층원에 해당하는 곳이다.
- 북면 오만동 남교 다리 아래 하천에 노출된 오르도비스기 영흥층 석회암층 노두에서는 두족류 화석이 보존되어 있다. 또한 보다 상위 층준에서는 층공충류(stromatoporoid)가 발견되기도 한다
- 북면 공기리 어둔골은 캄브리아기 삼방산층에 해당하는 지층이 분포하는 곳으로 운모질 사암이 분포하며 삼엽충이 다소 불완전한 상태로 드물게 산출된다.

## 단층
영월군 내에 존재하는 단층은, 북면과 남면 일대에 존재하는 일련의 스러스트 단층들로 구성된 영월인편상구조대(영월 스러스트 시스템)와 김삿갓면 옥동리에서 그 명칭이 유래된 옥동 단층 그리고 영월군 전 지역에 산재하는 소규모의 단층들이 있다.

### 영월인편상구조대(영월 스러스트 시스템)
영월인편상구조대(寧越鱗片狀構造帶, Yeongwol Imbricate Structure Zone) 또는 영월 스러스트 시스템(Yeongwol Thrust System)은 영월군 북면과 남면 지역에 발달하는 일련의 스러스트 단층의 집합체들이며, 고생대 조선 누층군 영월층군의 분포를 규제하는 중요한 지질 구조이다. 영월 스러스트 시스템은 과거 인편팬 구조로 해석되었으나 최근에는 듀플렉스 구조인 것으로 해석된다. 영월 스러스트 시스템은 대략 남-북 방향의 주향을 가지고 서쪽으로 기울어진 다수의 스러스트 단층들로 구성되며 조선 누층군 영월층군의 지층들이 일련의 스러스트 단층들에 의해 반복되어 나타난다. 야외에서는 이들 스러스트 및 역단층이 직접 관찰되거나, 단층과 관련된 단층암과 습곡들이 관찰된다.

### 옥동 단층
옥동 단층은 대한민국 강원도 정선군 예미리에서 영월군 김삿갓면 옥동리를 지나 경상북도 상주시 함창읍까지 발달하는 연장 100 km 이상, 북동-남서 주향의 단층이다. 북부 지역에서 서쪽 지괴가 낙하한 정단층의 성격을 가지며, 선캄브리아기의 기반암층과 그 상위의 고생대 조선 누층군 장산 규암층과의 경계를 따라 발달하고 있다. 연성 전단대(ductile shear zone)의 형태를 가지며, 예미-옥동 간은 단층 점토로 채워져 있고, 단양-점촌 사이에는 단층대를 따라 불국사 화강암이 관입해 있다.

### 방림 스러스트 단층
방림 스러스트 단층은 평창역에서 금당산, 방림면 방림리, 영월군 주천면 판운리와 평창군 평창읍 입탄리 경계 지역을 지나 무릉도원면 면소재지인 무릉리 부근까지 이어지는 단층으로, 이 단층은 주로 편암과 편마암으로 구성된 방림층군을 동남쪽으로 이동시켜 동쪽에 분포하는 석회암을 주로 하는 조선 누층군 위로 충상시킨 역단층이다. 따라서 이 단층을 기준으로 북서부의 선캄브리아기 화강편마암과 시대미상의 방림층군이 상반을 이루며, 남동부의 캄브리아기-오르도비스기 조선누층군에 대비되는 평창층군 입탄리층이 하반에 분포하고 있다. 이 단층은 경강선 평창역 부근에서 중생대 화강암의 관입에 의해 절단되며, 주천 지역 서부인 원주시 신림면에서는 고각의 당골 단층에 의해 절단된다. 단층면의 경사는 곳에 따라 다르지만 30°내외의 북 내지 북서의 경사를 가진 역단층으로서 오버스러스트의 성격을 가진 것으로 생각된다. 방림 단층은 저각도이기 때문에 지질도 상에 굴곡이 심한 단층으로 나타난다.

### 와촌 클리페
주천 지역의 방림 스러스트 단층 상반에서 선캄브리아기 화강편마암이 층서적으로 상위인 시대 미상의 방림층군 위에 구조적으로 놓이면서, 방림층군에 의해 사방으로 둘러싸인 클리페 구조가 관찰된다. 이를 와촌 클리페(Wachon klippe)라 하며, 클리페 구조 가운데에 습곡 구조인 둔전 향사(Dunjeon syncline)가 발달한다.

### 누루하지 단층
누루하지 단층(Nuruhaji Fault)은 무릉도원면 무릉리의 법흥계곡 일대에서 북동-남서 주향의 방림 스러스트 단층을 절단하는 북서-남동 주향의 단층이다. 이 누루하지 단층을 기준으로 북동쪽에는 방림 스러스트 단층의 상반에 위치하는 선캄브리아기 화강편마암과 시대 미상의 방림층군이 위치하고, 남서쪽에는 방림 단층의 하반에 속하는 캄브리아기-오르도비스기의 평창층군이 분포한다.

### 설론 스러스트 단층
설론 스러스트 단층은 영월읍 흥월리 남쪽에서 각동 스러스트 단층과 분리되어 신동읍 고성리와 현재의 신동읍 운치리의 설론 마을을 지나 영월읍 연하리까지 이어지는 단층으로 막동 석회암층을 중생대 대동 누층군 반송층 위로 충상시켰으며 이 단층에 의해 연하리 북측 완택산(917.6 m) 부근에서 평안 누층군 홍점층이 조금 분포한다. 연하리에서 반송층과 막동 석회암층의 단층 경계는 노두 상에서 비교적 뚜렷하게 나타나며, 단층대는 단층 점토로 충진되어 있고, 단층 상반의 막동 석회암층의 층리면은 단층면과 거의 평행하게 40°로 경사져 있다.

### 가사리 스러스트 단층
주문리 단층 또는 가사리 스러스트 단층은 영월군 김삿갓면 주문리를 지나는 북동 10° 주향의 단층으로. 조선 누층군 막동 석회암층과 이 일대에 소규모 분포하는 평안 누층군 고방산층을 접하게 하는 큰 변위를 일으킨 단층이나 장산 규암층의 변위량은 극히 적으며 문암리 이남 지역에서는 뚜렷하지 않다. 이는 하나의 힌지 단층으로 보인다.

### 당골 단층
당골 단층은 횡성군 강림면 강림리에서 영월군 무릉도원면 두산리를 지나, 제천시 송학면으로 이어지는 북서 30°주향의 수직 단층이다. 단층의 파쇄대를 따라서 화강편마암이 암맥 형태로 관입하고 있다. 두산리 지역에서는 위성 사진으로도 보일 정도로 매우 명확한 선구조(lineament) 형태의 단층 계곡이 나타난다.

## 기타

### 동강댐
동강댐이 들어설 예정지였던 영월군 영월읍 거운리 일대에는 고생대 전기의 퇴적암 조선 누층군 중 석회암을 다수 포함하고 있는 막동 석회암층(막골층)과 영흥층 그리고 석회암이 없는 대동 누층군이 분포한다. 석회암은 다른 암석에 비해 매우 취약하며 오랜 세월 풍화가 진행되었기 때문에 석회암이 많은 동강 일대는 댐을 만들기에 매우 부적절하다. 이들 석회암 지층은 카르스트 지형을 형성하고 있는데, 댐이 건설될 경우 석회암이 용해되면서 돌리네와 같은 함몰 지형이 나타날 수도 있었다. 동감댐 건설을 추진할 당시 이 문제가 제기되었지만 댐 건설 반대 측 전문가와 주민들은 토목기술로 이를 해결할 수 있다는 이해하기 어려운 주장들이 나왔다고 증언하였다. 환경단체는 동강댐이 건설되는 지역이 대부분 석회암으로 구성된 지대로 높이 98m의 댐에 7억 m3의 물이 저수될 경우 석회암이 녹아 댐이 붕괴될 수 있다며 안전성에 문제를 제기하였다. 이에 건설교통부는 정밀 지질조사를 실시한 결과 댐의 안전에는 문제가 없으며 영월댐 건설지점은 물이 잘 새지 않는 사암과 셰일 지층으로 구성되어 있고 완벽한 차수대책을 실시하고 있으므로 댐의 안전에는 문제가 없다고 설명하였다.
충북대학교 강영복 교수는 동강 유역에 카르스트 지형의 단층선과 절개지가 많아 수몰 예정 지역에 분포하는 석회암의 용해 작용이 급격히 진행될 가능성이 높아 안정성에 문제가 많다고 경고했다. 한국동굴학회도 평창 백룡동굴을 주제로 한 논문에서, 동강 하도를 따른 지표 지질은 석회암이며 지하의 공동(空洞)과 암혈(巖穴; 동굴) 등 땅속에 공극이 많아 스펀지와 같은 상태이므로 댐과 같은 대형 토목 공사시 상당한 문제점들이 제기될 수 있다고 보고하였다.
영월 동강댐 건설 예정지 일대는 단층의 균열이 심하고 지진이 자주 발생하는 지역이어서 댐을 지을 경우 큰 피해가 예상된다는 우려도 제기되었다. 국립방재연구소의 추교승은 영월과 평창, 정선일대가 과거 규모 4 이상의 큰 지진만도 17차례나 발생한 지진다발지역이라고 설명하였으며, 약한 단층대가 댐 건설로 (물에 의한) 압력을 받을 경우 댐 유발 지진이 일어날 수도 있다고 주장했다. 당시 전문가들의 지질조사에서 영월과 평창, 정선 일대에는 단층이 심하게 뒤틀리거나 기복이 심한곳이 많고 댐 건설 예정지에서 불과 300 m 떨어진 곳에 단층대가 지나가는 것이 확인되었다. 실제로 건설 예정지인 거운리 주변에는 위 그림과 같이 각동 단층 (덕포리 충상단층), 상리 충상단층과 같은 수많은 단층들이 분포한다. 한나라당 김형오 의원은 "동강댐 건설 예정지인 영월, 평창, 태백, 정선지역의 지진발생은 78년 이후 18번이나 된다"며 안전성에 의문을 제기했다. 한양대학교 김소구 지진연구소장은 1404년부터 1998년까지 영월, 평창, 정선 등 영월 동강댐 예정지 인접 지역에서 규모 2.0 이상 242회, 4.0 이상 204회, 5.0 이상 135회, 6.0 이상 지진이 19회나 발생했다며 댐 건설 이후에도 지진이 일어날 가능성을 배제할 수 없는 곳이라고 지적했다.

### 달이 내린 산기슭
《달이 내린 산기슭》은 2012년 4월 발행된 웹툰으로 조선 누층군 흥월리층을 주제로 하였다. 대한민국의 지질학자 손장원 교수가 연재한 이 만화는 젊은 지질학자 '오원경'이 강원도의 한 산길도로에서 만난, 흥월리층 지층을 모에화한 정령 '월리'와 함께 떠나는 여정을 그렸다.

## 같이 보기
- 한국의 지질
- 경기 지괴/경기 육괴
- 영월인편상구조대
- 영월군